# الخط الزمني للحرب الفلسطينية الإسرائيلية (أغسطس 2024)
تسردُ هذه المقالة الخط الزمني للحرب الإسرائيلية الفلسطينية في شهر آب/أغسطس 2024، المقالة مقسّمة حسبَ أيام الشهر ومرتبة ترتيبًا زمنيًا، كما لا تُركّز على الحرب الدائرة في غزة فحسب بل تشملُ الاشتباكات بين حزب الله وإسرائيل والاستهدافات الإسرائيلية للمقاومة الفلسطينية ومحور المقاومة في أماكن أخرى فضلًا عن كلّ ما يرتبطُ بالحربِ الإسرائيلية الفلسطينية إجمالًا منذ بدايتها يوم السابع من تشرين الأول/أكتوبر 2023.

## 1 أغسطس

### الحرب في غزة
- «أفادت وزارة الصحة في غزة أن 35 فلسطينياً على الأقل استشهدوا وأصيب 55 آخرين في هجمات إسرائيلية خلال الساعات الأربع والعشرين الماضية، مما يرفع حصيلة القتلى الفلسطينيين إلى 39480».[1]

إدعاء إسرائيلي بمقتل الضيف
أعلن الجيش الإسرائيلي قُبيل انتصاف النهار (الثانية عشر مساء بتوقيت فلسطين) في بيانٍ رسمي مفاجئ تأكّده من مقتل محمد الضيف القائد العام لكتائب القسّام في الغارة التي استهدفته قبل أسبوعين في خان يونس والتي قُتل فيها نحو 100 فلسطيني وجُرح المئات. ظهر وزير الدفاع يوآف غالانت ليقولَ إنّ مقتل الضيف يُشكّل خطوة كبيرة في طريق القضاء على حماس كمنظمة عسكرية وحكومية وتحقيق أهداف الحرب ونشر له صورة وهو يضع علامة X على صورة الضيف في إشارة للتخلّص منه. ردّت حماس على بيان جيش الاحتلال من خلال بيانٍ قالت فيه إنّ «تأكيد أو نفي استشهاد أي من قادة القسام هو شأن قيادة كتائب القسام وقيادة الحركة».
الغارات الجوية المكثفة
رغم كل التوترات خارج قطاع غزة وتحديدًا في إيران (اغتيال إسماعيل هنية) وفي لبنان (اغتيال فؤاد شكر) فقد واصلت إسرائيل غاراتها الجوية العنيفة على قطاع غزة منذ بداية اليوم، حيث أغارت صباحًا على شارع العشرين في مخيم النصيرات وسط القطاع ما تسبب في مقتل 4 فلسطينيين، ودمّرت المقاتلات الحربية الإسرائيلية منزلًا من ثلاثة طوابق في حي الشيخ رضوان في مدينة غزة. لم تكن منطقة الجنوب أفضل حالًا فرفح هي الأخرى تعرضت لقصفٍ بصواريخ من مسيّرات إسرائيلية استهدفت مناطق على مقربةٍ من مسجد بلال في حي تل السلطان ما نجم عنه مقتل 3 فلسطينيين على الأقل. أغارت بعد الزوال المقاتلات الإسرائيلية على منزلٍ بحي الشيخ رضوان شمالًا فقتلت فلسطينيًا واحدًا على الأقل وجرحت آخرين.
ردّ فصائل المقاومة
أعلنت القسّام مساء اليوم استهدافها قوة إسرائيلية راجلة موقعةً أفرادها بين قتيل وجريح في محيط الكلية الجامعية في حي تل الهوى، كما استهدفت في نفس الحي قوة إسرائيلية متحصنة داخل بنايتين فاشتبكَ الطرفان بالأسحلة الرشاشة. سرايا القُدس هي الأخرى أعلنت قصفها عبر عبوات أبابيل وقذائف الهاون آليات إسرائيل وجنودها المتمركزين جنوب حي تل الهوى الذي شهد أغلب المعارك والاشتباكات هذا اليوم.
الغارة على مدرسة دلال المغربي في الشجاعية

قتلت إسرائيل خلال غاراتها على الشجاعية الصحفي محمد شاكر الجعبري حيث استهدفت الموقع الذي كان يتواجد فيه بصاروخٍ مباشر ما تسبب في مقتله على الفور.

شنّت إسرائيل مع اقتراب آذان صلاة المغرب غارة جوية عنيفة طالت مدرسة دلال المغربي التي تؤوي عشرات النازحين بحي الشجاعية شرقي مدينة غزة. نجم عن الغارة بحسبِ مراسل قناة الجزيرة نقلًا عن مصادر طبيّة مقتل 15 فلسطينيًا، ولم يستغرق جيش الاحتلال الإسرائيلي هذه المرة الكثير من الوقت حتى أعلن عن العملية زاعمًا أنّ غارته على على المدرسة جاءت بناءً على ما قال إنها معلومات استخباراتية تُفيد باستخدامها مخبأ لقادة حماس دون تقديم أيّ دليل.

### جنوب لبنان
القصف الصاروخي من حزب الله
أطلق حزب الله في نحو العاشرة مساءً عشرات الصواريخ من جنوب لبنان صوبَ عددٍ من المستوطنات الإسرائيليّة في الشمال، وأظهرت مقاطع فيديو صواريخ القبة الحديدية وهي تعترضُ في سماء مدينة نهاريا عددًا من القذائف. مثَّل هذا الهجوم الصاروخي أول هجومٍ ملحوظ من الحزب ضد إسرائيل منذ اغتيال فؤاد شكر. في التفاصيل ذكرت هيئة البث الإسرائيلية أن الحزب أطلقَ في هجومه الصاروخي هذا نحو 60 صاروخًا اعترضت القبة الحديدية 15 منها فيما سقطت أغلبُ الصواريخ المتبقية في مناطق مفتوحة ولم تُسفر عن وقوع قتلى في الجانب الإسرائيلي. وكانت وزارة الصحة اللبنانية قد أعلنت في وقتٍ سابقٍ مقتل 4 أشخاص من عائلة واحدة وجرح 5 آخرين جرّاء غارة إسرائيلية على بلدة شمع جنوبي لبنان مساء هذا اليوم.

## 2 أغسطس

### الحرب في غزة
غارات جوية إسرائيلية لا تتوقف
أغارت مقاتلة حربية إسرائيلية في نحو الواحدة صباحًا على منزلٍ في خان يونس جنوبي قطاع غزة، وتعرّضت مدينة غزة خاصةً الجزء الجنوبي منها لاستهدافٍ إسرائيلي تسبب في مقتل طفلة وإصابة 4 آخرين. تعرض شرق مخيم المغازي وسط القطاع في حوالي العاشرة صباحًا للقصف فسقطَ قتيلين اثنين وجُرح آخرون. استمرَّ القصفُ الإسرائيلي طوال المساء مثلما كان في الصباح ولو بوتيرة أقلّ نسبيًا مما كان عليه الأمر في الأسابيع القليلة السابقة. عمدت إسرائيل إلى استعمال الطائرات المسيّرة عوض المقاتلات الحربية وخاصة في مدينة خان يونس التي نشطت بها المسيّرات بكثرة وقتلت صواريخها عددًا من الفلسطينيين في مناطق متفرّقة في محافظة الوسطى والجنوب. شهد حي الصبرة قبل العاشرة مساءً قصفًا جويًا طال منزل عائلة أبو حصيرة ما تسبب في مقتل 5 فلسطينيين (3 أطفال وامرأة ومسنّ).
استمرار استهداف المقاومة لمستوطنات الغلاف
أطلقت فصائل المقاومة بُعيد التاسعة مساءً نحو 20 صاروخًا من قطاع غزة تجاه المستوطنات القريبة من الغلاف دون وقوع إصابات. نشرت القسام بيانات لاحقة تبنّت فيها العملية، حيث قالت إنها استهدفت موقع صوفا العسكري بـ 20 صاروخ رجوم 114 ملم على دفعتين.

### القدس
اعتقال عكرمة صبري

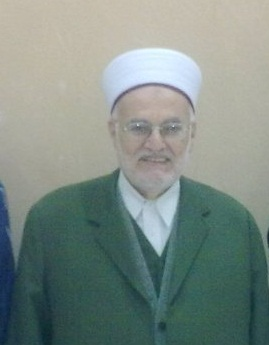
عكرمة صبري (85 سنة خلال الاعتقال) خطيب الأقصى الذي اعتقلته قوات الاحتلال الإسرائيلي مؤقتًا وفتحت تحقيقًا معه بسبب خطبة نعى فيها إسماعيل هنية.

عقبَ خطبة الجمعة بالمسجد الأقصى، نعى الشيخ عكرمة صبري القائد إسماعيل هنية وما هي إلّا دقائق حتى بدأت إسرائيل – التي تُسوّق نفسها بأنها الديمقراطية الوحيدة في المنطقة – في التضييق على عكرمة ووصل الحال حدّ نيّة وزير الداخلية الإسرائيلي بحسبِ يديعوت أحرونوت سحب إقامته. أقدمت قوات الاحتلال الإسرائيلي عقبَ صلاة العصر على اعتقالِ عكرمة صبري من منزله بالقدس في الوقت الذي فتحت فيه الشرطة تحقيقًا تحتَ تهمة أو شبهة «التحريض». أفرجت الشرطة الإسرائيلية عن عكرمة في وقتٍ لاحقٍ من اليوم مع استمرار التحقيق في ملفه وتهديده بالإبعاد عن القُدس.

### دوليًا
تقرير سي إن إن عن الجيش الإسرائيلي
نشرت هذا اليوم صحيفة سي إن إن الأمريكيّة مقالًا مفصلًا شملَ حوارًا مع جندي احتياط إسرائيلي شارك في الحرب بغزة، اعترفَ الجندي بأنّ الجنود الذين عمل معهم دمروا ونهبوا المنازل «رغبةً منهم في الانتقام» الذي بدأ قبل توغّل الجيش الإسرائيلي داخل غزة في ظلّ الشيطنة التي حصلت للغزيين كما قال. اعترفَ نفس الجندي بأنّ القوات الإسرائيلية لديها فعلًا سوء سلوك ونقص في الانضباط مع اعترافاتٍ أخرى من هذا القبيل.
ردّ أستراليا بخصوص مقتل موظفي الإغاثة
أعلنت الخارجية الأسترالية أنّ نتائج التحقيق في مقتل موظفي الإغاثة بغزة على يدِ إسرائيل يكشفُ ما وصفتها بـ «الإخفاقات الخطيرة» في سير إجراءات الجيش الإسرائيلي، مذكّرة بأنها ستُواصل الضغط بشأن ما قالت إنّها المساءلة الكاملة بما في ذلك أي اتهامات جنائية بشأن مقتل موظفي الإغاثة.

## 3 أغسطس
- «أفادت وزارة الصحة في غزة أن 31 فلسطينياً على الأقل استشهدوا وأصيب 62 آخرين في هجمات إسرائيلية خلال الساعات الأربع والعشرين الماضية، مما يرفع حصيلة الشهداء الفلسطينيين إلى 39550».[21]

### الضفة الغربية
غارة جوية على مركبة في طولكرم
قصفت قواتُ الاحتلال الإسرائيلي بُعيد السادسة صباحًا وفي تطورٍ لافتٍ مركبة فلسطينية قرب قرية عتيل شمال شرقي مدينة طولكرم بالضفة الغربية التي لم تشهد عمليات قصف جوي مكثفة وملحوظة منذ عدّة سنوات. سُرعان ما خرجَ الجيش الإسرائيلي ببيانٍ يؤكّد فيه الأخبار مُضيفًا أنّ المركبة كانت تقل خلية مسلحة دون مزيدٍ من التفاصيل. أظهرت صور ومقاطع فيديو مصوّرة على مسافة من السيارة وهي تحترقُ وكان جليًا وقوع قتلى. حاولت طواقم الإسعاف الوصول للسيارة المقصوفة لكنّ قوات الاحتلال منعتهم من الاقتراب واعتدت على بعض المسعفين بالضرب. بعد نحو الساعتين من الحدث أعلنَ مدير مستشفى ثابت ثابت الحكومي استقبال 5 جثث إثر القصف قرب قرية زيتا بطولكرم، وكان من بين القتلى القيادي الميداني في كتائب القسّام هيثم بليدي. اندلعت عقبَ الاغتيال الإسرائيلي للمقاومين الخمسة اشتباكاتٌ مسلّحة في مخيم طولكرم. تركّزت الاشتباكات بين مقاتلي كتيبة طولكرم الذين اشتبكوا مع الجنود الإسرائيليين المقتحمين بصلياتٍ من الرصاص، فيما حاول قنّاصة جيش الاحتلال التمركز في السطوح وقنص المقاومين من الأعلى.
غارة ثانية على مركبة أخرى في طولكرم
لم تكد تمضي ساعاتٌ على الاغتيال الأول ومع انتصاف النهار أقدمت إسرائيل على تنفيذ عملية اغتيال ثانيّة بنفس طريقةِ العملية الأولى، حيث قصفت مسيَّرة إسرائيلية مركبة فلسطينية وهذه المرة في محيط بلدة بلعا شرقي طولكرم أيضًا. نجم عن عملية الاغتيال هذه مقتل 4 مقاومين فلسطينيين، ما رفعَ عدد الفلسطينيين الذي اغتالتهم إسرائيل في يومٍ واحد في طولكرم إلى 9. توعَّدت سرايا القدس بالضفة الغربية بالرد في بيانٍ قالت فيه «إنّ أياديها طويلة وستضربُ حيث لا تتخيل إسرائيل مقسمةً على الثأر للقادة والجند»، وتوعّدت حماس هي الأخرى بالرد قائلةً إنّ «جرائم حكومة الإرهاب الصهيونية وعمليات الاغتيال الجبانة لن توقف مسيرة المقاومة المتصاعدة في الضفة الغربية». أعلنت كتائب القسام في وقتٍ متأخرٍ من اليوم مسؤوليتها عن عملية إطلاق النار وتصفية المستوطِن الإسرائيلي أمنون مختار من سكان بيتح تكفا قبل أسابيع، كما أفرجت عن تفاصيل إضافيّة حول هويات المغتالين الأربعة اليوم وهم هيثم بليدي وأحمد محاجنة وجمال أبو هنية وعلي أبو بكر مشيرةً إلى أنّ الأخيرَيْنِ هما من قتلا المستوطن الإسرائيلي في سيارته في مدينة قلقيلية يوم 22 حزيران/يونيو الماضي.

### جنوب لبنان
اغتيال إسرائيلي لقيادي ميداني من حزب الله
استمرّت إسرائيل في سلسلة اغتيالاتها لقادة حزب وقادة فصائل المقاومة الفلسطينية، فبعدما قتلت قادة من الصفّ الرفيع لكلٍ من حماس وحزب الله عاودت هذا اليوم اغتيال قائد ميداني في الحزب اللبناني لما تتبعت عبر طائرة مسيّرة سيارة بين بلدتي البازورية و‌وادي جيلو جنوبي لبنان ثم أغارت عليها، أعلنت إسرائيل أولًا هويّة القيادي الميداني المغتال ويُدعى علي نزيه عبد علي قائلةً إنّه مسؤولٌ في الجبهة الجنوبية لحزب الله، ونعاه الحزب في وقتٍ لاحق.

### غزة
مجزرة مدرسة حمامة بمدينة غزة 
ارتكبت إسرائيل بُعيد الخامسة مساءً (توقيت فلسطين) مجزرة لمّا قصفت مدرسة حمامة التي تؤوي مئات النازحين في حي الشيخ رضوان بمدينة غزة، حاولت طواقم الإسعاف نقل الجرحى وعلاجهم قبل فواتِ الأوان، قبل أن تُباغتهم إسرائيل عبر صواريخ تحذيريّة لإخلاء الموقع ثمّ عاجلته بسلسلة غارات جوية ثانيّة دمَّرت المدرسة بالكامل وأدت إلى فقدان عددٍ من الأشخاص تحت الأنقاض. خلال بثٍ مباشرٍ للجزيرة من عين المكان، أخطرَ المراسل والصحفي الفلسطيني أنس الشريف القناة بأنّ أول ما رآهُ لمّا وصل للمدرسة هي أشلاءٌ ممزقةٌ لأطفال ونساء ناقلًا عجز الإسعاف والدفاع المدني عن انتشال الجثث خاصة بعد الغارة الثانيّة.
نشر جيشُ الاحتلال بيانًا قال فيه إنه قصفَ ما سمَّاه «مجمعًا» في حي الشيخ رضوان زاعمًا أنه كان يُستخدم في السابق كمدرسة، وبرّر الجيش هذه المجزرة بالقولِ إنّ الموقع كان يُستخدم كمقر قيادة وسيطرة تابع حماس وأنه قصفه بعد معلومات استخبارية. من جهتها قالت حماس إنّ «جيش الاحتلال يواصل أكاذيبه بادعاء استخدام المواقع المدنية من مدارس ومستشفيات ومراكز نزوح لأغراض عسكرية»، مضيفة أنه «يتخذ من هذه الأكاذيب ذريعةً لاستهداف المدنيين العزل في غزة». تسبّبت هذه المجزرة في مقتل 17 فلسطينيًا وجرح 60 آخرين فضلًا عن دمار كبير في البنية التحتية المدمَّرة أساسًا. جديرٌ بالذكرِ هنا أنّ جيش الاحتلال الإسرائيلي كان قد ارتكبَ مجزرة أولى هذا الشهر في فاتح آب/أغسطس لما أغار على مدرسة دلال المغربي فقتلَ 15 فلسطينيًا وكرّر نفس المزاعم التي جاء بها في مجزرة مدرسة حمامة قائلًا إنّ المدرسة تستعملها حماس.

## 4 أغسطس
- «أفادت وزارة الصحة في غزة أن 33 فلسطينيا على الأقل استشهدوا وأصيب 118 في هجمات إسرائيلية خلال الساعات الأربع والعشرين الماضية، مما يرفع حصيلة الشهداء الفلسطينيين إلى 39583».[35]

### اشتباكات بين حزب الله وإسرائيل
شنّ حزب الله بعد منتصفِ الليل هجومًا كبيرًا عبر صواريخ كاتيوشا مستهدفًا إصبع الجليل. قدَّرت وسائل إعلام عبرية وعلى رأسها القناة 14 أن الحزب أطلقَ نحو 50 صاروخًا من جنوب لبنان باتجاه الجليل الأعلى، وتمكّنت الدفاعات الجوية الإسرائيلية من اعتراض معظم الصواريخ فيما سقط أحدها في بيت هيلل دون أن يسبب إصابات. تبنّى الحزب العملية كما يفعل دومًا مُقدمًا تفاصيلًا إضافيّة حينما قال إنّ قصفه هذه المرة طالَ ولأول مرة مستعمرة بيت هيلل ردًا على استهداف المدنيين جنوبي لبنان. ردّت إسرائيل على الهجوم من خلال شنّ غارتين على محيط بلدة بلاط الجنوبية دون وقوع خسائر بشريّة أيضًا. نعى حزب الله مساءًا اثنين من مقاتليه إثر غارة إسرائيلية على بلدة حولا الجنوبيّة.

### عملية مزدوجة في حولون
أقدم شابٌ فلسطيني قُبيل الثامنة صباحًا على تنفيذ عملية مزدوجة (طعنٍ وإطلاق نار) في قلبِ مدينة حولون جنوب تل أبيب، أُصيب على إثر هذه العمليّة 4 إسرائيليين إصابات متفاوتة الخطورة وبينها كانت هناك إصابات حرجة. أعلنَت نجمة داوود الحمراء عن مقتل إسرائيلية خلال الهجوم مع محاولة إنقاذ وإسعاف الثلاثة الآخرين، ثم ارتفع العدد إلى قتيلين اثنين ومثلهما من الجرحى بالإضافة للمنفذ. وصل وزير الأمن القومي إيتمار بن غفير في وقتٍ لاحقٍ إلى موقع العمليّة، ومن هناك أعاد التذكير بأنّه وزَّعَ آلاف قطع السلاح على المواطنين وجدَّد دعوتهم لحمل السلاح واستخدامه، أما رئيس الوزراء نتنياهو فقد توعَّد بالقصاصِ من كل من له علاقة وتعاون مع منفذ الهجوم الذي وصفه بالإجرامي.
على الجانب المُقابل فقد باركت حركة حماس العملية واصفةً إيّاها بالبطوليّة وقالت إنها «ردٌ طبيعي على جرائم الاحتلال الفاشي المستمرة»، كما نعت منفذها عمار رزق عودة. وباركت حركة الجهاد الإسلامي العملية قائلةً أيضًا إنها رد طبيعي ومشروع على جرائم الكيان ومجازره، وأشادت الجبهة الشعبية لتحرير فلسطين كذلك بالعملية وذهبت في بيانها لنفس ما ذهبت له حركتي حماس والجهاد فيما التزمت حركة فتح الصمت.

### الغارات المتفرقة على القطاع
في ذروة الاشتباكات بين حزب الله وإسرائيل شمالًا، كانت المقاتلات الحربية جنوبًا في غزة تدكُّ القطاع حيث أغارت مقاتلة حربية على خيمةٍ تؤوي نازحين في مستشفى شهداء الأقصى بدير البلح ما أدى لاستشهاد 7 فلسطينيين، كما قتلت 5 آخرين في غارة أخرى على منزل يعود لعائلة العمور بمنطقة الفاخورة بمخيم جباليا شمالًا بعد الفجر، وقُبيل انتصاف النهار قتلت مسيّرة إسرائيلية 3 فلسطينيين في قصفٍ على موقعٍ ضمنَ حي الشعف شرق مدينة غزة. واستشهد 3 أشخاص من عائلة الحسنات وأُصيب آخرون إثر قصف منزلهم من الطيران الحربي الإسرائيلي في مدينة دير البلح وسط القطاع. أعلن الجيش الإسرائيلي مساء اليوم تمكّنه من اغتيال نجل قائد لواء الوسطى أيمن نوفل الشاب إسماعيل نوفل الذي كان أحد العناصر في القسّام في منطقة النصيرات في غارةٍ جوية بتوجيه استخباري على النصيرات، كما أعلنَ المتحدث باسم الجيش الإسرائيلي في إيجازه اليومي عن عثور إسرائيل على نفق كبير في محور فيلادلفيا وهو يخضع للفحص قبل التدمير دون تقديم معلومات إضافيّة.

### مجزرة مدرستي النصر وحسن سلامة
أغارت إسرائيل بعد عصر اليوم على مدرستي النصر وحسن سلامة ما تسبب في مقتلِ 30 فلسطينيًا أغلبهم من الأطفال والنساء كما أكّد ذلك الناطق باسم الدفاع المدني الذي اعترفَ بعدم وجود أيّ مكان آمن في غزة متهمًا الاحتلال بعدم مراعاة أيّ حرمات. عانت منظومة الدفاع المدني المتهالكة أساسًا في التعاملِ مع هذه المجزرة. أكّد مدير المستشفيات الميدانية في غزة أنّ الاحتلال يسعى من خلال تدمير المستشفيات إلى إجبار الناس على الرحيل، وهو ما أكّده الناطق باسم الدفاع المدني الذي قال إنّ الاحتلال يُريد أن يوصل رسالة للفلسطينيين بضرورة الخروج من غزة. برّرت إسرائيل مجددًا المجزرة بالقولِ إنّ معلومات استخباراتيّة حصلت عليها أفادت بوجود عناصر من حماس في الموقع المستهدف، واعتبرَ مدير المستشفيات الميدانية هذ المزاعم افتراءات لا أساسَ لها من الصحّة.
نشرت حماس بدورها بيانًا شرحت فيه كيف أنّ الاحتلال يُمعن في حرب الإبادة النازية منتهكًا القوانين والأعراف الدولية مطالبةً المجتمع الدولي والدول العربية والإسلامية تحمّل مسؤولياتهم ومشدّدة على أنّ «أوهام التركيع والإخضاع التي تسكن رأس نتنياهو وزبانيته ستنقلب خرابًا على كيانه الهش المأزوم وجيشه الفاشل».

## 5 أغسطس

### اشتباكات بين حزب الله وإسرائيل
أطلقَ حزب الله مجددًا وبعد انتصافِ الليل عددًا من الصواريخ صوبَ الجليل الأعلى ثم سرعان ما اندلعت حرائقٌ في أماكن متفرقة خلال عمليات الاعتراض. تسبَّبت صواريخُ الحزب بحسبِ مصادر عبريّة في إصابة اثنين أحدهما إصابته خطيرة. عاود حزب الله هجماته فجرًا وهذه المرة عبر طائرة مسيّرة انقضاضية انفجرت قرب ملجأ في منطقة أييليت هشاحر في الجليل الأعلى أيضًا. اعترفَ الجيش الإسرائيلي في وقتٍ لاحقٍ بإصابة ضابط وجندي، وأنه ردَّ من خلال غارة استهدفت بلدة ميس الجبل وغارات أخرى على كفركلا و‌شبعا و‌راشيا الفخار. اغتالت إسرائيل مساءً عنصرًا من الحزب وأصابت آخر بعدَ غارة على دراجة نارية في بلدة عبا.

### الحرب في غزة
رشقة من غزة صوبَ مستوطنات الغلاف
تمكّنت فصائل المقاومة بعد ظهر اليوم من إطلاق رشقة صاروخيّة نحو مستوطنات الغلاف، قدَّرت القناة 12 العبريّة نقلًا عن مصادر في الجيش أنّ عدد الصواريخ المُطلَقة وصلَ إلى 15 صاروخًا: 13 سقطوا في مناطق مفتوحة وغير مأهولة فيما اعترضَ الجيش صاروخين دون وقوعِ إصابات. كان لافتًا قدرة الفصائل على الاستمرار في إطلاق الصواريخ رغم مرور أكثر من 300 يوم على الحرب، ورغم ادعاء مسؤولين كبار في الحكومة الإسرائيليّة بأنهم باتوا قريبين جدًا من القضاء على كل القدرات العسكريّة لحماس والجهاد.
الاشتباكات في القطاع
قصفت طائرة مسيرة إسرائيلية موقعًا في حي الصبرة جنوب مدينة غزة فقتلت 3 فلسطينيين نُقلوا في وقتٍ لاحقٍ إلى المستشفى المعمداني. أعلنت حماس اليوم أنّ الاحتلال «سلَّم أكثر من 80 من جثامين الشهداء في حالة تحلل كامل دون أي قدرة على تحديد هوياتهم»، وقالت في بيانٍ إنّ هذا التصرف يعكسُ حالة السادية لدى المحتلّ ومستوى الجرائم غير المسبوق. على الجانبِ المُقابل فقد تمكّنت القسام عشية اليوم من تفجير عبوتين بقوة هندسية في منطقة زلاطة شرق رفح جنوب القطاع موقعةً القوّة بين قتيل وجريح. وصفت وسائل الإعلام العبريّة ما حصل بـ «الحدث الأمني الخطير» وتحدثت عن إصابة 7 جنود بينهم 2 جراحهما خطيرة للغاية، وهو ما تأكد لاحقًا على لسانِ المتحدث باسم الجيش الإسرائيلي الذي أعلنَ إصابة 4 جنود من قوات الاحتياط بكتيبة 9215 بجروح خطيرة في المعارك جنوب القطاع.

### هجوم على قاعدة عين الأسد
ذكرت صحيفة واشنطن بوست أن الجيش الأمريكي ضرب منشأة لإنتاج طائرات بدون طيار في العراق، مما أسفر عن مقتل خبير حوثي في مجال الطائرات بدون طيار وأربعة من عناصر الميليشيات الموالية لإيران قالت أنهم خططوا لهجوم على القوات الأميركية. سُمع مساء هذا اليوم دوي انفجارين قرب قاعدة عين الأسد التي تضمُّ قوات أمريكية. تبيّن أن الانفجار ناجمٌ عن سقوط صاروخ داخل القاعدة. نقلت وكالة رويترز للأنباء عن مسؤولين أمريكيين إصابة 5 أفراد أمريكيين على الأقل في الهجوم الذي طالَ القاعدة وإصابة واحدٌ منهم خطيرة. تزايدت وتيرة الهجمات ضدّ القواعد الأمريكية في العراق تزامنًا مع الحرب الجارية في غزة وفي ظلّ الدعم الأمريكي المطلق لإسرائيل.

## 6 أغسطس
- أفادت وزارة الصحة في غزة أن 30 فلسطينيا على الأقل استشهدوا وأصيب 66 في هجمات إسرائيلية خلال الساعات الأربع والعشرين الماضية، مما يرفع حصيلة الشهداء الفلسطينيين إلى 39653.[64]
- استشهد 5 فلسطينيين في قصف إسرائيلي بمسيّرين إسرائيليتين استهدفا بشكل منفصل سيارتين في الحي الشرقي لمدينة جنين شمال الضفة الغربية فيما ارتفع عدد الشهداء بعد اقتحام قرية عقابا شمالي مدينة طوباس شمال الضفة الغربية إلى 7 أشخاص.[65] وزعم الجيش الإسرائيلي أن الغارة الأولى أصابت مسلحين أطلقوا النار على القوات، بينما استهدفت الثانية خلية أخرى أطلقت النار على القوات.[66]
- استشهد ثلاثة فلسطينيين[ا] برصاص قوات الاحتلال الإسرائيلي خلال اقتحامها لقرية كفر قدوم غرب جنين واعتقلت المصابين.[67]
- أعلنت كتائب القسام عن نصب كمين محكم للجيش الإسرائيلي في منطقة رفح، وأوضحت أنها دمرت بالكمين ناقلتي جند من نوع «نمر» واستهداف دبابتي ميركافا في شارع جورج شرق مدينة رفح، وأن «مقاتليها استهدفوا دبابة إسرائيلية حضرت مع قوة النجدة أثناء سحب ناقلة جند مدمرة»، وأعلنت عن قصف مقر قيادة الاحتلال في محور نتساريم بمنظومة صواريخ «رجوم» قصيرة المدى.[68]
- وتم تعيين القيادي يحيى السنوار رئيسًا للمكتب السياسي لحركة حماس.[69]

## 7 أغسطس
- أفادت وزارة الصحة في غزة أن 24 فلسطينياً على الأقل استشهدوا وأصيب 110 في هجمات إسرائيلية خلال الساعات الأربع والعشرين الماضية، مما يرفع حصيلة الشهداء الفلسطينيين إلى 39677.[70]
- بدأ آلاف الفلسطينيين النزوح من شمالي قطاع غزة وتوجهوا إلى جباليا ومدينة غزة بعد أن أمر جيش الاحتلال كل الموجودين في منطقة بيت حانون وحييْ المنشية والشيخ زايد والنازحين هناك إخلاء مناطقهم فورًا نحو ما سماها «المآوي المعروفة» في مركز مدينة غزة، وتهديده بعملية عسكرية واسعة بذريعة إطلاق صواريخ من المنطقة.[71]
- استشهد شخصان وأصيب عشرات في قصف إسرائيلي استهدف منزلًا يؤوي نازحين في مدينة دير البلح.[72]
- أصيب 3 فلسطينيون بالرصاص الحي خلال اقتحام الاحتلال الإسرائيلي مخيم عسكر الجديد شرق نابلس،[73] واستشهد فلسطيني آخر[ب] بعد أن أطلق الاحتلال الإسرائيلي النار عليه في سهل عاطوف شرق طمون جنوب مدينة طوباس في منطقة غور الأردن شرقي الضفة الغربية.[74]
- استشهد شخصان وأصيب 6 آخرون إثر غارة إسرائيلية على بلدة جويا بجنوب لبنان.[75]

## 8 أغسطس
- أفادت وزارة الصحة في غزة أن 22 فلسطينيا على الأقل استشهدوا في هجمات إسرائيلية خلال الساعات الأربع والعشرين الماضية، مما يرفع حصيلة الشهداء الفلسطينيين إلى 39699.[76]
- استشهد 6 فلسطينيين إثر قصف إسرائيلي استهدف خيمة تؤوي نازحين في بلدة عبسان شرقي مدينة خان يونس.[77] وأصيب عدد من الفلسطينيين إثر غارة إسرائيلية استهدفت منزلا في منطقة الزنة شرقي المدينة.[77]
- استشهد فلسطيني في قصف إسرائيلي استهدف بلدة القرارة شمال شرق مدينة خان يونس واستشهد 3 فلسطينيين في قصف إسرائيلي استهدف خيمة تؤوي نازحين في بلدة بني سهيلا شرقي المدينة.[77]
- استشهد 4 أشخاص وأصيب آخرون في قصف للاحتلال الإسرائيلي استهدف منزلًا وسوقا شعبية غربي خان يونس.[77]
- استشهد 15 فلسطيني أغلبهم من الأطفال إثر استهداف الطائرات الحربية الإسرائيلية منازل تقع ضمن مربع سكني في مخيم البريج وسط قطاع غزة.[78][79]
- استشهد 4 أشخاص في غارة إسرائيلية شمال شرق مخيم النصيرات، واستشهد 5 فلسطينيين إثر قصف إسرائيلي استهدف منزلاً في شارع الصحابة بمدينة غزة فيما انتشل 3 شهداء من شارع السكة في أطراف حي الزيتون جنوب شرقي المدينة.[79]
- استشهد 16 شخصًا وجرح 30 آخرين جراء قصف إسرائيلي على مدرستي الزهراء وعبد الفتاح حمود التي تؤويان نازحين في حي الدرج شرقي مدينة غزة، وزعم جيش الاحتلال أنه قصف مراكز قيادة تابعة لحماس.[80]

## 10 أغسطس

### مجزرة مدرسة التابعين
ارتكبت إسرائيل خلال هذا اليوم مجزرة مروّعة لما قصفت مدرسة التابعين الشرعيّة فجرًا. طالت الغارات الجوية العنيفة التي استهدفت المدرسة التي تضمُّ مئات النازحين المصلّى حيث كان الكثير من الفلسطينيين ما تسبَّب في وقوع مجزرة حقيقيّة. أسفرت هذه المجزرة عن مقتلِ ما لا يقلُّ عن 100 مدني فلسطيني وإصابة عشرات آخرين فضلًا عن عددٍ من المفقودين. ظهرت صور ومشاهد مأساوية من موقعِ المجزرة بما في ذلك أشلاء مقطّعة وأطراف مبتورة بل وأجساد محترقة بالكامل. ادعى الجيش الإسرائيلي وجود مسلحين من حماس والجهاد داخل المدرسة، لكنّ هذه الرواية الإسرائيلية التي تكرَّرت عشرات المرات منذ بداية الحرب نفتها حماس والجهاد وباقي الفصائل كما نفتها المصادر الطبية. نشر الشاباك في وقتٍ لاحقٍ من اليوم قائمة بـ 19 فلسطينيًا زعم أنهم أعضاء في حركتَي المقاومة، لكنّ المرصد الأورومتوسطي لحقوق الإنسان أثبت أنّ عددًا من الأسماء الواردة في بيانات الشاباك مضللة وغير صحيحة من خلال ضمّ أشخاص قُتلوا من قِبل للقائمة أو حتى ضمّ أشخاص لا علاقة لهم بالمقاومة.

## 11 أغسطس

### اغتيال جندي في مستوطنة محولا
أعلنت إذاعة الجيش الإسرائيلي قُبيل العصر بقليل عن إصابة شخصٍ في إطلاق نار قرب مستوطنة محولا في غور الأردن، مؤكّدة أن الجيش يُطارد سيارة مطلقي النار. أكّد الإسعاف الإسرائيلي في وقتٍ لاحقٍ الأخبار معلنًا ارتفاع حصيلة الإصابات إلى اثنين: واحدٌ جروحه متوسّطة والثاني في وضعٍ حرج وما هي إلا دقائق حتى فارقَ الأخيرُ الحياة. دفعَ الجيش الإسرائيلي بتعزيزات عسكرية لموقع عملية إطلاق النار، ثم اقتحمَ قريتي كردلة وبردلة بالأغوار الشمالية بحثًا عن المنفذ فضلًا عن عمليات بحث وتمشيط واسعة في المنطقة.
| عملية إطلاق النار في الأغوار الشمالية ردٌ طبيعي على الجرائم والإبادة التي يرتكبها الاحتلال في غزة. |
| —حركة حماس ردًا على العملية في الأغوار.                                                            |

تبنَّت القسام بعد ساعاتٍ العمليّة مؤكّدة أن مقاتلين لها هم من أجهزوا على الجندي من مسافة صفر، وأن العملية هي ردٌ على مجزرة مدرسة التابعين، أكّد الإعلام العبري الأخبار حينما قال إن المقتول هو يوناتان دويتش من سكان مستوطنة بيت شان وقد عاد من غزة قبل مدة بعدما قاتلَ هناك رفقة الجيش الإسرائيلي.

### الحرب في غزة
شهد هذا اليوم كما هو الحال منذ بداية الحرب عديد الغارات الجوية على مناطق متفرقة من القطاع، بالإضافة لمحاولات توغّل في محافظة خانيونس، بالمقارنةِ مع سابق الأيام فقد كانت وتيرة القصف أقلّ نوعًا ما، ومع ذلك فقد تسبب الاحتلال الإسرائيلي بسببِ الغارات العشوائيّة والتي لا تُفرّق بين منازل ومباني ومنشآت مدنيّة في مقتل عددٍ 22 فلسطينيًا عدى عن الجرحى. كثفت فصائل المقاومة من جهتها ضرباتها خاصة القسّام بالشراكة مع السرايا. تركّزت أغلبُ العمليات جنوبًا خاصة عملية نفذتها كتائب القسام لمّا استهدفت قوّة إسرائيلية تحصَّنت في مبنى بحي تل السلطان غرب رفح موقعةً أفرادها بين قتيل وجريح، شنَّت إسرائيل قُبيل انتصاف الليل بقليل سلسلة غارات جويّة دمَّرت 4 منازل في مخيم النصيرات وبلدة الزوايدة وسط قطاع غزة، كما قصفت بلدة بني سهيلا شرقي خان يونس ما تسبب في مقتل مسعفٍ وشقيقته وزوجها.

## 12 أغسطس
- أفادت وزارة الصحة في غزة أن 107 فلسطينيين على الأقل استشهدوا وأصيب 150 في هجمات إسرائيلية خلال الـ48 ساعة الماضية، مما رفع حصيلة القتلى إلى 39897.[89]

### الحرب في غزة
استمرار الغارات الجويّة
قصفت إسرائيل صباحًا منزلًا سكنيًا في الغرب من مدينة غزة فاستشهد فلسطينيًا واحدًا وجرحت آخرين، ثم قصفت بعد الظهيرة سيارة جنوب شرق خان يونس فقتلت بحسبِ المصادر الطبية الفلسطينية 3 فلسطينيين وجرح آخرين جراحُ بعضهم خطيرة إلى حرجة. قتلت إسرائيل بعد العاشرة مساءً عددًا من الفلسطينيين في ضربةٍ استهدفت منزلًا في بلدة عبسان شرقي خان يونس.
مقتل أسير لدى القسام وإصابة آخرين
نشر المتحدث باسمِ كتائب القسّام أبو عبيدة بيانًا أعلنَ فيه أنه وفي حادثتين منفصلتين قام مجندان مكلفان بحراسة الأسرى بإطلاق النار على أسير فقتله فيما أُصيبت أسيرَتين أخرتين بجراح. حمَّل أبو عبيدة الحكومة الإسرائيليّة المسؤولية عن المجازر المرتكبة في حقّ الشعب الفلسطيني، لافتًا إلى أنّ ما يجري من ردات فعلٍ تؤثر على أرواح الأسرى هي من ضمن التداعيات، وختم الرجل كلامه بالقول إنّ لجنة شُكّلت لمعرفة تفاصيل ما حدث وسيتمُّ لاحقًا الإعلان عن النتائج. ردَّ الجيش الإسرائيلي على بيان أبو عبيدة بالقولِ إنّه لا يُوجد أي دليل استخباراتي يؤكد أو يدحض مزاعم حماس مضيفًا أنه يُواصل فحص مصداقية البيان وسينشر المعلومات حين تتوفّر.

### الضفة الغربية
اغتيال طارق داوود
نعت كتائب القسام فرع طولكرم القيادي الميداني القسامي طارق داوود الذي اغتالته الوحدات الخاصة الإسرائيلية قرب مدينة قلقيلية، وكان طارق قد أطلق النار صوبَ مجموعة من الجنود الإسرائيليين عشية هذا اليوم مصيبًا واحدًا منهم قبل أن تُطارده وحدات خاصة وتتمكّن من اغتياله.

### جنوب لبنان
صواريخ على نهاريا
شنّ حزب الله بعد منتصفِ الليل هجومًا بالصواريخ على نهاريا وبلدات أخرى بالجليل الأعلى، تمكّنت الدفاعات الجوية مجددًا من اعتراضِ عددٍ من الصواريخ، فيما مرّت أخرى لكنها سقطت في مناطق مفتوحة متسببة في اندلاعِ حرائق. انتهى الهجوم دون وقوع إصابات بشريّة أو وقوع قتلى بحسبِ المصادر الإسرائيلية الرسمية ودون ردّ من إسرائيل أيضًا.

## 13 أغسطس
- أفادت وزارة الصحة في غزة أن 32 فلسطينيا على الأقل إستشهدوا في هجمات إسرائيلية خلال الساعات الأربع والعشرين الماضية، مما رفع حصيلة الشهداء إلى 39929.[96]

### اقتحام الأقصى
أقدمَ مئاتُ المستوطنين بُعيد الثامنة صباحًا على اقتحامِ باحات المسجد الأقصى في ذكرى خراب الهيكل، جاء الاقتحام بحماية مشددة من الشرطة الإسرائيليّة وفي مجموعات. لم يكتفِ المستوطنون باقتحامِ باحات المسجد فقط، بل رفعَ بعضهم العلم الإسرائيلي في إحدى الباحات. كان لافتًا مشاركة شخصيات من الحكومة الإسرائيليّة في هذا الاقتحام وعلى رأسهم وزير الأمن القومي المتطرف إيتمار بن غفير بالإضافة لعضو الكنيست عن حزب الليكود عميت هليفي. أحصت دائرة الأوقاف الإسلامية عدد المقتحمين وقتها والذي بلغَ 2250 مستوطنًا خلال الفترة الصباحية، ثمّ وصل العددُ الإجمالي لنحو 3000 مع احتسابِ المقتحمين خلال ساعات المساء.

### الحرب في غزة
الغارات الجوية
شنَّت المقاتلات الحربية الإسرائيليّة سلسلة غارات طالت عددًا من المواقع في المناطق الشرقية من خان يونس وخاصة القرارة والزنة، ثم هدأت وتيرة الغارات الجويّة حتى اقتربَ انتصاف الليل حينما أغارت سلاح الجو الإسرائيلي على منزلٍ يؤوي نازحين بمخيم النصيرات وسط قطاع غزة فقتل 7 فلسطينيين بينهم 3 أطفال.
قصف تل أبيب
أقدمت كتائبُ القسام عصرًا على قصفِ مدينة تل أبيب وضواحيها بصاروخين من طراز إم 90 في حدثٍ فجائي وغير متوقّع بعد مرور أزيد من 10 أشهر على بداية الحرب، القسّام تبنّت العملية سريعًا وقالت إنها «ردٌّ على المجازر الصهيونية والتهجير المتعمد بحق الشعب الفلسطيني». لم يتسبب الصاروخان في وقوعِ جرحى أو قتلى، حيث تحدثت مصادر عبريّة عن وصول أحدهم لمنطقة على مقربةٍ من تل أبيب لكنه سقطَ في البحر قبالة الساحل بينما سقط الثاني قبل دخول إسرائيل. اللافتُ ما صرّح به مصدرٌ قيادي في كتائب القسام للجزيرة والذي قالَ إنّ الصاروخان انطلقا من منطقة تتواجد فيها آليات الاحتلال، وهو ما أكدته إذاعة الجيش الإسرائيلي لاحقًا مع بعض التفاصيل حيث قالت إنّ القذائف أُطلقت من منطقة بني سهيلا في خان يونس على بعد كيلومتر ونصف فقط من تمركز الفرقة 98.
استخدام الدروع البشرية من إسرائيل
نشرت صحيفة هآرتس العبريّة تقريرًا مفصلًا اليوم كشفت فيه كيفَ استخدمَ الجيش الإسرائيلي فلسطينيين دروعًا بشرية في مهامٍ عدّة مثل تمشيط الأنفاق والمباني، وأوضحت الصحيفة أن هذه الأفعال لا تتم بتصرفاتٍ فرديّة بل تجري بعلمِ كبار ضباط الجيش بل وحتى هرتسي هليفي رئيس الأركان نفسه. تحدثت هآرتس في التحقيق مع بعض الجنود الذين قالوا إن حياتهم أهم من حياة الفلسطينيين ومن الأفضل أن يستخدموهم دروعا بشرية، وفضحت الجريدة العبريّة كيف أن الجيش الإسرائيلي استخدمَ في بعض الحالات أطفالًا ومسنين دورعًا خلال مهامه في غزة.

### الهدوء الحذر شمالًا
شاب هدوء حذر الجبهة الشماليّة لكنه لم يستمر طويلًا ففي نحو الخامسة مساءً اغتالت إسرائيل عنصرينِ من حزب الله بعدما أغارت على السيارة التي كانا يستقلانها في بلدة برعشيت جنوبي لبنان. انتظرَ حزب الله أكثر من ساعة قبل أن يرد عبر إطلاق العشرات من صواريخ الكاتيوشا صوبَ جبل ميرون وبلدات أخرى قريبة وأعلن الجيش الإسرائيلي في وقتٍ لاحقٍ أنّ أغلب الصواريخ سقطت في مناطق مفتوحة بينما اعترضت منظومة القبة الحديدية صواريخ أخرى مؤكّدًا عدم وقوع إصابات.

## 14 أغسطس

### الضفة الغربية
عملية إسرائيلية في طوباس
اندلعت بعد فجر اليوم اشتباكاتٌ عنيفةٌ في مدينة طوباس أثناء تسلّل القوات الإسرائيليّة لداخل المدينة فاستعانت الأخيرة بسلاح الجوّ الذي قصفَ من مسيّرة سيارة فلسطينيّة كان يستقلّها مقاومون. تواصلت العملية العسكرية الإسرائيليّة في الوقت الذي أخطرَ الجيش الإسرائيلي الإعلام أنّه ألقى القبض على مطلوبين وصادرَ أسلحة في كلٍ من طوباس وطمون. تصاعدت حدّة الاشتباكات مجددًا مع مرور الوقت، فعاودت إسرائيل الاعتماد على الطيران حيث أغارت عبر مسيّرة على مجموعة من المقاوِمين الفلسطينيين في بلدة طمون الواقعة جنوبًا من محافظة طوباس. انتهت العملية العسكرية الإسرائيليّة في وقت لاحق بعدما قتلت القوات المحتلَّة 5 مقاومين أحدهم هو الأسير المُحرَّر فواز دراغمة وهو أحد مقاتلي كتائب القسام حيث حُوصر في منزلٍ ورفض بحسب زوجته تسليم نفسه مفضلًا الاشتباك إلى أن قُتل بعد قصفِ المنزل بسبع صواريخ، أما الشباب الأربعة الآخرين فقد قُتلوا خلال الغارة على طمون وهم.
اغتيال 5 مقاومين أثناء العمليّة

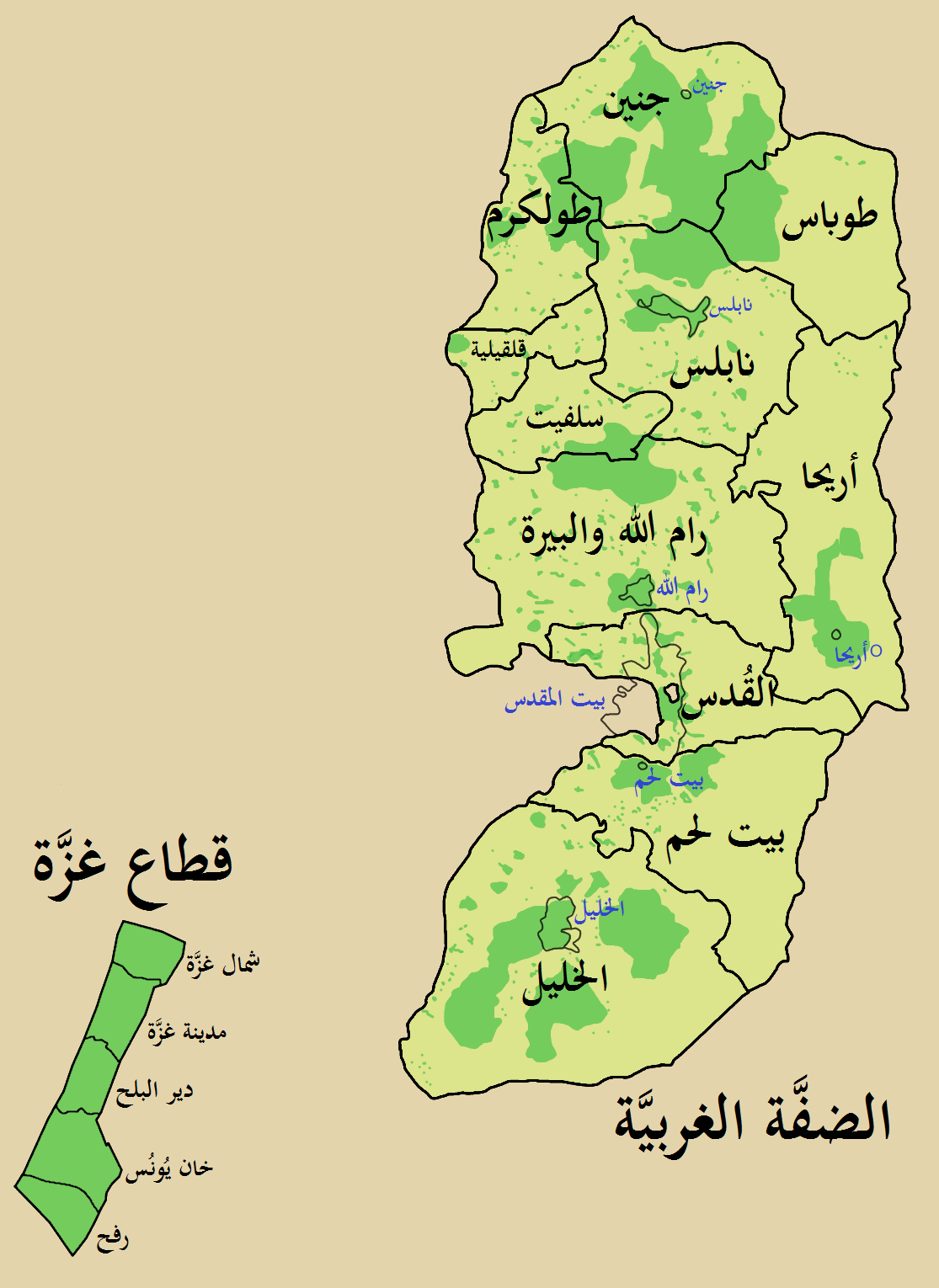
خريطة تُظهر محافظات الضفة الغربيّة (وقطاع غزّة) وبينها طوباس التي تتمركزُ في الشمال الشرقي من الضفة والتي كانت ساحةً لمعارك اليوم.

نعت حماس في بيانٍ لها «شهداء طوباس الخمسة» ودعت الشعب الفلسطيني للاصطفاف خلف خيار المقاومة للتصدي لمخططات الاحتلال، كما زفَّت حركة الجهاد المقاومين الذين سقطوا اليوم مؤكّدة أن تصعيد الاحتلال دليلٌ على تعطشه لسفك الدماء وارتكاب الجرائم. نشرت سرايا القدس (فرع الضفة الغربية) بيانًا مساء اليوم أعلنت فيه أنّ مقاتليها في كتيبة طوباس دمروا خلال الاشتباكات صباحًا آلية لقوات الاحتلال وأسقطوا من فيها بين قتيل وجريح، كما غنموا مقتنيات كان يحملها الجنود وأظهر مقطع فيديو صوَّره شاهدٌ عيان الجيش الإسرائيلي وهو يسحبُ آلية تَدمَّر الجزء الأمامي منها كليًا فيما لم تُعلن إسرائيل عن سقوط قتلى واكتفت بالحديثِ عن سقوطِ 4 جرحى في صفوفِ قواتها.

### قطاع غزة
قصفت إسرائيل فجرًا شقة سكنية في مشروع بيت لاهيا ما أسفرَ عن مقتل فلسطينيين اثنين، وقتلت 4 مدنيين آخرين مع انتصافِ النهار لمَّا دمَّرت عبر سلاح الجو منزلًا جنوب خان يونس، ثم قتلت 5 مدنيين آخرين (بينهم 3 أطفال) عقبَ قصفٍ عنيفٍ طالَ مجموعةً من السكان في منطقة بطن السمين بخان يونس أيضًا، عدى عن استهدافات طالت مناطق أخرى عبر سلاح المدفعيّة. اغتالت إسرائيل خلال هذا اليوم اثنينِ من أفراد الدفاع المدني الفلسطيني برصاص قناصتها في مدينة رفح.

### جنوب لبنان
خفّت وتيرةُ الاشتباكات خلال هذا اليوم بين إسرائيل وحزب الله، ورغم ذلك فقد شنَّت مسيرة إسرائيلية قبل الثامنة مساءً غارة جوية استهدفت سيارة وسط بلدة مرجعيون ما تسبَّب بحسبِ إحصائيات محدثة لوزارة الصحة اللبنانيّة في مقتل شخصين وإصابة 4 آخرين.

## 15 أغسطس
- أفادت وزارة الصحة في غزة أن 40 فلسطينيا على الأقل استشهدوا في هجمات إسرائيلية خلال الساعات الأربع والعشرين الماضية، مما رفع حصيلة الشهداء الفلسطينيين في غزة إلى 40,005 منذ 7 أكتوبر 2023.[118] كما أفادت بأن حصيلة الشهداء الفلسطينيين الحقيقية في غزة من المرجح أن تتجاوز 50 ألفاً بسبب وجود أكثر من 10 آلاف مفقود.[119]
- أدت غارة إسرائيلية على منطقة السطر الغربي في خان يونس جنوبي قطاع غزة لاستشهاد شخصين وعدد من الجرحى.[120]
- قال الناطق العسكري باسم كتائب القسام أبو عبيدة إن التحقيق الذي أجري بشأن مقتل أسير إسرائيلي على يد حارسه بيّن أن المجند تصرف بشكل انتقامي بعد تلقيه خبر استشهاد طفليه، وقال إن «الحادثة لا تمثل أخلاقياتنا وتعاليم ديننا في التعامل مع الأسرى» موضحًا أن «كتائب القسام ستشدد التعليمات بعد تكرار الحادثة في حالتين حتى الآن».[121]
- استشهد فلسطينيان وأصيب 4 آخرين في ساعة مبكرة من الصباح جراء قصف إسرائيلي بطائرة مسيرة استهدفت تجمعا لمواطنين في مخيم بلاطة شرقي مدينة نابلس شمالي الضفة الغربية، حسبما أعلن الهلال الأحمر الفلسطيني.[122][123]
- وزعم الجيش الإسرائيلي أن 17 ألف فلسطيني مسلحين من الفصائل المسلحة أو حماس قتلوا منذ بداية الحرب بين إسرائيل وحماس.[124]
- حاول أكثر من 40 مستوطنًا إسرائيليًا من اليمين المتطرف دخول غزة عبر معبر إيريز وإقامة الصلاة التلموذية، لكن الأمن الإسرائيلي اعتقلهم.[125]
- قُتل أحد أفراد القوة الجوفضائية التابعة للحرس الثوري الإيراني بعد غارة جوية إسرائيلية في سوريا.[126]
- استشهد فلسطيني[ج] مساءًا وآصيب 11 برصاص مستوطنين هاجموا قرية جيت قرب قلقيلية وبلدة حوارة في نابلس وقالت مصادر إن نحو 100 مستوطن تسللوا للقرية من مدخلها الجنوبي وبدؤوا بإحراق المركبات والمنازل والأراضي الزراعية.[127]

## 16 أغسطس
- استشهد فلسطيني وأصيب آخر في قصف إسرائيلي طال منطقة الشاكوش غربي مدينة خان يونس.[128]
- استشهد وأصيب عدد من الفلسطينيين في قصف إسرائيلي استهدف منزلًا في مخيم النصيرات واستشهد شخص وأصيب 5 آخرين بعضهم خطرة نتيجة قصف إسرائيلي لمنزل في منطقة أرض المفتي بالمخيم.[128]
- استشهد 7 فلسطينيين وأصيب آخرون في قصف استهدف شقة سكنية قرب مسجد التوبة في مخيم جباليا شمالي قطاع غزة.[128]
- استشهد فلسطيني وأصيب آخرون جراء قصف لتجمع للمواطنين في منطقة الزوايدة وسط قطاع غزة.[128]
- أعلنت كتائب القسام استهداف قوات الاحتلال في محور نتساريم بصواريخ رجوم القصيرة المدى وقصف تجمع «مفتاحيم» الاستيطاني وموقع نيريم العسكري في غلاف غزة بصواريخ رجوم القصيرة المدى من عيار 114 ملم، وبثت الكتائب مشاهد لاستهداف منزل بطائرة انتحارية تحصن به جنود الاحتلال شرق مدينة خان يونس.[129][130]
- قالت ألوية الناصر صلاح الدين – لواء التوحيد أنها قصفت بالاشتراك مع كتائب الشهيد أبو علي مصطفى محور نتساريم بصواريخ قصيرة المدى من طراز 107 ملم وقصفت مدينة عسقلان وموقع زيكيم العسكري في غلاف غزة برشقة صاروخية، وأفادت وسائل إعلام إسرائيلية بأن الصواريخ سقطت في زيكيم بغلاف غزة دون تفعيل صفارات الإنذار.[129]
- قالت قوات الشهيد عمر القاسم أنها «قصفت قوات العدو المتوغلة في محيط القرية السويدية غرب مدينة رفح بقذائف الهاون»، وقالت كتائب شهداء الأقصى أنها قصفت تحشدا لقوات الاحتلال وآلياتهم العسكرية المتمركزة في محور فيلادلفيا على الحدود الفلسطينية المصرية بقذائف الهاون.[129]
- أعلنت وزارة الصحة في غزة عن أول حالة مؤكدة لشلل الأطفال منذ عام 1999 لدى طفل يبلغ من العمر 10 أشهر من دير البلح.[131]، وطالبت منظمة الأمم المتحدة للطفولة (يونيسيف) ومنظمة الصحة العالمية جميع الأطراف بوقف إنساني لإطلاق النار في غزة 7 أيام بهدف تنفيذ حملات لتطعيم 640 ألف طفلاً ضد شلل الأطفال.[132]
- استشهد 4 فلسطينيين بينهم 3 أطفال إثر استهداف الاحتلال الإسرائيلي خيمة للنازحين بمنطقة المواصي غربي مدينة خان يونس، فيما استشهد فلسطيني وأصيب عدد آخر في غارة إسرائيلية استهدفت مجموعة من الفلسطينيين قرب مفترق السرايا بمدينة غزة[133]

## 17 أغسطس
- أفادت وزارة الصحة في غزة أن 69 فلسطينياً على الأقل استشهدوا في هجمات الاحتلال الإسرائيلي خلال الـ48 ساعة الماضية، مما رفع حصيلة الشهداء الفلسطينيين في غزة إلى 40074.[134]
- استشهد 17 شخصًا من عائلة «العجلة» بينهم 8 أطفال و4 نساء، في غارة إسرائيلية استهدفت مستودعا لجأ إليه نازحون في منطقة الزوايدة وسط غزة، وقالت مصادر أن 3 صواريخ إسرائيلية استهدفت المكان فجأة حوالي الساعة الواحدة صباحا، مؤكدا أن كل الضحايا أطفال ونساء.[135][136]
- استشهد 7 أشخاص بينهم 3 أطفال وأصيب آخرين في غارة إسرائيلية استهدفت منزلًا في النصيرات، واستشهد 4 أشخاص وأصيب آخرين إثر قصف إسرائيلي استهدف منزلًا في منطقة الحكر جنوبي مدينة دير البلح.[136]
- قُتل جنديان إسرائيليان من الكتيبة 8119 التابعة للواء القدس في انفجار قنبلة زرعتها حماس على جانب الطريق في ممر نتساريم، مما رفع حصيلة قتلى الجيش الإسرائيلي منذ الهجوم البري لغزة إلى 334.[137]
- استشهد 3 فلسطينيين وأصيب آخرون في قصف إسرائيلي استهدف منزلا في محيط مسجد الفاروق بحي الزيتون في مدينة غزة.[138]
- استشهد فلسطينييان اثنان إثر غارة إسرائيلية استهدفت سيارة في دوار البطيخة وسط مدينة جنين شمالي الضفة الغربية، وزعم الجيش الاسرائيلي أن مُسيرة استهدفت خلية من 4 فلسطينيين خططت لهجمات وشيكة.[139] وأعلنت كتائب القسام الجناح العسكري لحركة حماس استشهاد اثنين من قادتها[د][140]

## 18 أغسطس
- «أفادت وزارة الصحة في غزة أن 25 فلسطينيا على الأقل استشهدوا وجرح 72 في هجمات إسرائيلية خلال الساعات الأربع والعشرين الماضية، مما رفع حصيلة الشهداء الفلسطينيين في غزة إلى 40,099».[141]
- استشهد 4 فلسطينيين وجرح 19 آخرين في قصف للاحتلال الإسرائيلي استهدف شقة سكنية في شارع الهوجا بمخيم جباليا شمالي قطاع غزة.[142]
- استشهد 4 فلسطينيين وأصيب آخرون في قصف استهدف جنوب مدينة دير البلح، واستشهد 4 شهداء و5 جرحى جراء قصف إسرائيلي استهدف منزلا لعائلة مصبح في بلدة عبسان الكبيرة شرقي خان يونس ووصلت جثامين الشهداء إلى مجمع ناصر الطبي.[143]
- اقتحمت قوات الاحتلال الإسرائيلي مخيم بلاطة شرقي مدينة نابلس بالضفة الغربية واندلعت اشتباكات بين مقاومين فلسطينيين والقوات كما اقتحمت بلدة سبسطية شمال غرب نابلس، وألقى شبانا زجاجات حارقة باتجاه القوات المقتحمة.[144]
- استشهدت سيدة فلسطينية وأطفالها الستة إثر قصف إسرائيلي على منزلهم في منطقة حكر الجامع بدير البلح، واستشهد 6 فلسطينيين على الأقل وأصيب آخرون في غارة للإحتلال الإسرائيلي استهدفت منزلًا يؤوي نازحين في شارع العشرين في مخيم النصيرات.[145][146]
- أصيب 3 جنود حفظ سلام في قوات اليونيفيل بعد أن قصفت القوات الإسرائيلية بلدة الظاهرة في جنوب لبنان.[147][148]
- قُتل حارس أمن مدني إسرائيلي بعد أن هاجمه مهاجم فلسطيني مسلح بمطرقة في المنطقة الصناعية بار أون بالقرب من مستوطنة كدوميم غير الشرعية.[149]
- أفاد جهاز الدفاع المدني في قطاع غزة بأن جثث 1760 شهيدًا تبخرت بسبب الأسلحة المحرمة دوليًا، وبعدم تمكن الجهاز من تسجيل بيانات أصحاب الجثامين في السجلات الحكومية المختصة.[150]
- أعلنت كتائب القسام استهداف قوة إسرائيلية من 10 جنود بقذيفة مضادة للأفراد في محيط الكلية الجامعية في حي تل الهوا جنوبي مدينة غزة وتفجير عبوة برميلية وأخرى صدمية في قوات الاحتلال المترجلة من الآليات غربي منطقة «الحاووز» غربي مدينة حمد شمالي مدينة خان يونس وإيقاعهم بين قتيل وجريح، ونشرت مشاهد من الإغارة على قوات الاحتلال في محور «نتساريم» جنوبي حي تل الهوا.[151]
- أعلنت سرايا القدس قصفها بوابل من قذائف الهاون «تجمعاً لآليات الاحتلال وجنوده» المتوغلين في محيط حارة الجية في منطقة المطاحن شمالي مدينة خان يونس، وقصف بصواريخ «107» مقر قيادة وسيطرة تابعاً لـجيش الاحتلال المتوغل في محيط تبة الـ 86 «الكرد» شمالي شرقي خان يونس، وقصف بوابل من قذائف الهاون النظامي «عيار 60» تجمعاً لآليات الاحتلال وجنوده المتوغلين شمالي مدينة حمد غربي خان يونس، وقصف موقع «مارس» العسكري برشقة صاروخية، وقصف بوابل من قذائف الهاون «جنود الاحتلال وآلياتهم العسكرية» المتوغلة غربي مدينة حمد شمالي غربي مدينة خان يونس، ونشرت مشاهد من قصف مجاهديها بقذائف الهاون آليات الاحتلال وجنوده المتوغلين في منطقة القرارة شمالي مدينة خان يونس.[151]
- أعلنت كتائب شهداء الأقصى قصف بوابل من قذائف الهاون «قوات الاحتلال وآلياتهم» المتوغلة في محيط الكلية الجامعية في حي تل الهوا.[151]
- أفاد جهاز الدفاع المدني في قطاع غزة بأن جثث 1760 شهيدًا تبخرت بسبب الأسلحة المحرمة دوليًا، وبعدم تمكن الجهاز من تسجيل بيانات أصحاب الجثامين في السجلات الحكومية المختصة.[150]

## 19 أغسطس
- «أفادت وزارة الصحة في غزة أن 40 فلسطينيا على الأقل استشهدوا وجرح 134 في هجمات إسرائيلية خلال الساعات الأربع والعشرين الماضية، مما رفع حصيلة الشهداء الفلسطينيين في غزة إلى 40,139».[152]
- قُتل جندي إسرائيلي بدوي من لواء «برعام» الإقليمي رقم 300 في هجوم صاروخي لحزب الله على بلدة يعارة شمال إسرائيل.[153]
- أعلنت حركتي حماس والجهاد الإسلامي مسؤوليتهما عن تفجير انتحاري بالقرب من كنيس يهودي في تل أبيب أدى إلى مقتل الانتحاري وإصابة مدني واحد.[154]
- استشهد فلسطيني وجرح آخرين في قصف استهدف برجًا سكنيًا في مخيم النصيرات وسط قطاع غزة،[155] فيما استشهد 3 فلسطينيين في قصف للاحتلال الإسرائيلي على جنوب المخيم.[156]
- استشهد 3 فلسطينيين في غارة إسرائيلية استهدفت منزلًا في بلدة عبسان شرقي مدينة خان يونس.[156]
- انتشل جثمان الصحفي إبراهيم محارب الذي استشهد بالأمس إثر استهداف قوات الاحتلال الإسرائيلي مجموعة من الصحفيين قرب مدينة حمد شمال خان يونس جنوبي.[157][158]
- قتل ضابط من وحدة الاستطلاع في لواء المظليين وأصيب ستة آخرين إثر تعطل صاروخ من طائرة مقاتلة إسرائيلية أصاب مبنى يضم قوات إسرائيلية في خان يونس، مما رفع حصيلة قتلى الجيش الإسرائيلي في قطاع غزة إلى 335.[159]
- استشهد 9 فلسطينيين في قصف إسرائيلي استهدف مجموعة فلسطينيين في مخيم الشاطئ غربي مدينة غزة.[160] ونعت حركة حماس مرافقي رئيس مكتبها السياسي الشهيد إسماعيل هنية والعاملين في مكتبه الذين استشهدوا بالمجزرة.[161]
- استشهد 4 أشخاص وجرح آخرين إثر قصف إسرائيلي استهدف سيارة مدنية في حي التفاح شرقي مدينة [160]
- استشهد 6 وجرح 15 آخرون إثر غارة إسرائيلية استهدفت فلسطينيين عند نقطة لتوزيع الإنترنت في منطقة أبراج النمساوي غربي خان يونس، واستشهد الطفل الرضيع عطوان ارجيلات (8 أشهر) وجرح عدد من النساء النازحات بنيران قوات الاحتلال في منطقة أصداء غربي مدينة خان يونس.[160]
- جرح 4 فلسطينيين برصاص قوات الاحتلال الإسرائيلي خلال اقتحامها مدينة نابلس شمالي الضفة الغربية واعتفلت شابًا، وأعادت اعتقال فتاة من محافظة رام الله والبيرة كان قد أفرج عنها ضمن دفعات التبادل في نوفمبر/تشرين الثاني الماضي، ليرتفع المعاد اعتقالهم لـ24 فلسطينيًا.[162]

## 20 أغسطس

### غزة
الغارات الجويّة التي لا تتوقف
قصفت إسرائيل فجرًا سيّارة كانت تقلُّ عددًا من الفلسطينيين فقتلت 4 منهم شمال مدينة رفح دون أن تُعلن عن طبيعة الهدف المستهدَف. لم تكد تمضي دقائق حتى أغارت المقاتلات الإسرائيليّة على منزلٍ في مخيم البريج وسط القطاع فقتلت 5 فلسطينيين من عائلة واحدة. لم تتوقف الاستهدافات طوال الصباح، والتي طالت حتى النازحين الذين أجبرتهم إسرائيل على النزوح من خان يونس صوبَ الأطراف، والحال ذاته في رفح في ظلِّ تقدم الآليات الإسرائيلية ناحيّة منطقة الشاكوش بمواصي رفح والمكتظة بخيام النازحين الذين جاءوا من أماكن أخرى.

الصحفي الفلسطيني حمزة مرتجى (على اليمين ومعه على اليسار شقيقه ياسر مرتجى) والذي قتلته إسرائيل خلال غارتها الجويّة على مدرسة مصطفى حافظ التي تستضيفُ عشرات النازحين وتُعتبر مكانًا محميًا حسبَ القانون الدولي.

لم يكد ينتصفُ النهار حتى شنَّت طائرات الاحتلال غارة جويّة عنيفة على مدرسة مصطفى حافظ التي تؤوي نازحين غربي مدينة غزة، فقتلت 3 فلسطينيين ثم ارتفعت الحصيلة في وقتٍ لاحقٍ إلى 9 في ظلِّ شبه الانهيار الذي ضربَ المنظومة الطبيّة لكامل القطاع نتيجة للقصف من جهة والحصار الشامل من جهة ثانيّة. أكملت إسرائيل سلسلة غاراتها في المساء فقتلت 8 فلسطينيين على الأقل (معظمهم أطفال ونساء) في قصفٍ مباشرٍ على سوق دير البلح.
تحرير جثث 6 أسرى
أعلنت هيئة البث الإسرائيلية هذا اليوم تمكّن الجيش رفقة جهاز الشاباك من انتشال 6 جثثٍ لرهائن إسرائيليين من قطاع غزة. أعادَ تحرير الجثث قضية الأسرى للواجهة والفشل الإسرائيلي في تحريرهم رغمَ دخولها غزة منذ 10 أشهر تقريبًا ورغم تدميرها بشكل شبه كلّي. نشرَ كيبوتس نير عوز القريب من القطاع بيانًا باسمِ باقي المستوطنين والذين يرون أنّ مقتل المختطفين بغزة هو أكبر دليل على أهمية إبرام صفقة تعيد الباقي أحياء في أسرع وقت، أما نجل أسيرٍ أُعيدت جثته من القطاع فقد لمَّح إلى أن سلاح الجو الإسرائيلي قد يكون مسؤولًا عن مقتل والده خلال قصفٍ كبيرٍ في وقتٍ ما. أعلنَ المتحدث باسم الجيش الإسرائيلي هجاري عن فتح تحقيقٍ في أسباب وفاة الأسرى الـ 6 الذين تم انتشال جثامينهم، وأعاد التذكير بأنّ إسرائيل لا تستطيعُ إعادة كل المختطَفين بعمليات عسكرية.
حماس ترفض المراوغات الأمريكية
هاجمت حماس خلال هذا اليوم الرئيس الأمريكي جو بايدن ووزير خارجيته بلينكن حيث وصفت في بيانٍ وبعبارات صريحة ومباشرة تصريحات الرجُلَين بالادعاءات المضللّة والتي لا تعكسُ حقيقة موقف الحركة الحريص على الوصول إلى وقف العدوان بل اعتبرت هذه التصريحات ضوءًا أخضر أمريكيا لحكومة المتطرفين الصهاينة لارتكاب مزيد من الجرائم بحق المدنيين. شرحت الحركة كيف أنّ ما عُرض عليها في المفاوضات الأخيرة يُشكّل انقلابًا على ما تمّ التوصل له يوم 2 يوليو والمرتكز على إعلان بايدن نفسه. أعادت حماس التذكير أيضًا على أنّ تصريحات بايدن وبلينكن تأتي في إطار الانحياز الأمريكي للاحتلال الصهيوني والشراكة في العدوان وحرب الإبادة، كما دعت الوسطاء لتحمّل مسؤولياتهم وإلزام الاحتلال بقبول إعلان بايدن وقرار مجلس الأمن.
ساعاتٌ بعد بيان حماس شديد اللهجة حتى خرجَ بلينكن ليُعيد نفس تصريحاته السابقة حيث زعمَ أنّ نتنياهو وافقَ على الصفقة متمنيًا من حماس الموافقة عليها بدورها، لكنّ الوزير الأمريكي لم يتطرق للتفاصيل وما إذا كان ما يُسمّيه إعلان وقف الحرب يتضمّنُ وقفًا شاملًا وكليًا أم مؤقتًا كما أكّد نتنياهو في عديد المرات.

### التوترات شمالًا
بعد ساعات من الهدوء الملحوظ وتوقّف وتيرة الاشتباكات بين الطرفين، عادت صفارات الإنذار للدوي في بلدات عدة بالجليل الأعلى حيث أطلق حزب الله بحسبِ مصادر عبريّة نحو 50 صاروخًا وقذيفة وسقطت في مناطق متفرقة لكنها لم تُسفر عن قتلى أو جرحى في ظلِّ الإجلاء الإسرائيلي لأغلب المستوطنين في البلدات القريبة من جنوب لبنان ومع تفعيل نظام القبة الحديدية التي تتمكّنُ من إسقاط كذا صاروخ. إسرائيل من جهتها شنَّت غارات جوية عنيفة على بلدة الضهيرة فقتلت مدنيين اثنين، وبُعيد العاشرة مساء عاودت الإغارة عبر الطيران الحربي لكن هذه المرة على موقعٍ في وادي حامول فأصابت بحسبِ وزارة الصحة اللبنانية 4 أشخاص بينهم 3 مسعفين.

## 21 أغسطس
- أفادت وزارة الصحة في غزة أن 50 فلسطينيًا على الأقل استشهدوا وجرح 124 في هجمات إسرائيلية خلال الساعات الأربع والعشرين الماضية، مما رفع حصيلة الشهداء الفلسطينيين في غزة إلى 40,223.[178]
- استشهد 7 أشخاص وجرح 18 آخرين بجروح متفاوتة بينهم نساء وأطفال إثر قصف إسرائيلي استهدف مدرسة صلاح الدين التابعة لوكالة الأونروا والتي تؤوي نازحين غربي مدينة غزة.[179][180]
- استشهد المطارد جمال السعودي من مخيم بلاطة في نابلس؛ متأثرًا بإصابته جراء استهداف الاحتلال قبل نحو أسبوع، فيما جرح 3 آخرين إثر اقتحام لقوات الاحتلال الإسرائيلي لمخيم بلاطة شرق نابلس.[181]
- استشهد العميد المتقاعد خليل المقدح القيادي في حركة فتح،[182] وشقيق اللواء منير المقدح قائد كتائب شهداء الأقصى في لبنان في غارة جوية إسرائيلية في صيدا جنوب لبنان.[183][184]
- استشهد 7 فلسطينيين منهم طفلان و5 نساء في قصف إسرائيلي استهدف خيام نازحين في منطقة الزنة ببلدة بني سهيلا شرق خان يونس.[185]
- استشهد 4 أشخاص وعدد من الإصابات إثر قصف صهيوني على منزل لعائلة «أبو رحمة» في منطقة السوق بمخيم النصيرات وسط قطاع غزة.[185]

## 22 أغسطس
«أفادت وزارة الصحة في غزة أن 42 فلسطينيا على الأقل استشهدوا وجرح 163 في هجمات إسرائيلية خلال الساعات الأربع والعشرين الماضية، مما رفع حصيلة القتلى الفلسطينيين في غزة إلى 40,265.

### غزة
شنَّت المقاتلات الحربية الإسرائيلية بُعيد الواحدة صباحًا سلسلة غاراتٍ جويّة طالت منزلًا كبيرًا في بيت لاهيا شمالي قطاع غزة ما تسبب في مقتل 8 فلسطينيين وجرح آخرين ثم ارتفعت الحصيلة إلى 11 في وقتٍ لاحق، وأغارت بعدها على مجموعةٍ من الأراضي بمحيط مقبرة أبو عبيدة وأبراج القسطل شرقي مدينة دير البلح.
قائمة ضحايا مجزرة بيت لاهيا
- رائد عبد الشافي حمودة (رفقة زوجته و4 من أطفاله)
- صالح عبد الشافي حمودة
- أحمد عبد الحكيم حمودة
- هنية عبد الحكيم حمودة (رفقة طفلَيها)

قتلت إسرائيل في مخيم المغازي (وسط القطاع) 3 فلسطينيين وجرحت 4 آخرين لما دمَّرت شقة سكنية عبر صاروخ من مقاتلة حربيّة. طال القصف الجوي خان يونس أيضًا وخاصة المناطق الشرقيّة منها وتحديدًا دوار بني سهيلا الذي ودَّع النازحون فيه 5 فلسطينيين على الأقل خلال الصباح فقط. عادت إسرائيل لتقصف مجددًا المدارس رغم كل التحذيرات والتنديدات الدوليّة، حيث قصفت قبل الخامسة مساءً عبر طائرة مسيّرة هذه المرة مدرسةً تؤوي نازحين على مقربةٍ من مستشفى شهداء الأقصى بدير البلح فقتلت فلسطينيين اثنين وجرحت آخرين.
وقُتل جندي إسرائيلي من الكتيبة 46 من اللواء 401 مدرع بصاروخ مضاد للدبابات في رفح جنوب غزة، مما رفع حصيلة قتلى الجيش الإسرائيلي في قطاع غزة إلى 336.

### الاغتيالات الإسرائيلية في طولكرم
اقتحمت إسرائيل بعد الواحدة صباحًا مخيم طولكرم محاولة فرض حصارٍ وطوقٍ عليه، تعرّضت القوات المقتحمة لزخات مكثفة من الرصاص من المقاومين وأبناء المدينة، حيث اتحد شباب كتائب شهداء الأقصى (فرع طولكرم) مع شباب القسام والسرايا في التصدي للقوات الإسرائيليّة عبر الرصاص في البداية ثمّ العبوات الناسفة لما طال الاقتحام وصار أعمق. خلال ساعات تعرّضت جرافة إسرائيليّة لتفجيرٍ قوّي بعدما داسَت على عبوة ناسفة زرعها المقاومون ما تسبَّب في إصابة جندي ولم تُفصح إسرائيل عن طبيعة إصابته. بعد فشل عمليّة الاقتحام لجأت إسرائيل هذه المرّة للقصفِ بالصواريخ رغم كون المنطقة مدنيّة ومكتظة بالسكان، حيث قصفت بعد السابعة صباحًا سيارة ومنزلًا في ضاحية كتابا بمدينة طولكرم، ما تسبب في مقتلِ 3 مقاومين وهم عماد شريم، معاوية الحج أحمد، وسيم العنبر الذين نعتهم حماس وحركات مقاومة أخرى.

### جنوب لبنان
شنَّت إسرائيل قُبيل الفجر سلسلة غارات جويّة على مناطق في جنوب لبنان خالقةً ما يُشبه الحزام الناري، وتركّزت الغارات على المناطق الحدوديّة بين الجنوب اللبناني والشمال الإسرائيلي لكنها لم تُسفر عن ضحايا ولا عن تدمير أيّ من مقدرات حزب الله.

## 23 أغسطس

### غزة
- قُتل جندي إسرائيلي من لواء المشاة السادس عشر (لواء القدس) وأصيب سبعة آخرين بينهم أربعة بجراح وصفت الخطيرة بانفجار بعبوة ناسفة زرعتها حماس أثناء تفتيش مبنى في مدينة غزة، مما رفع حصيلة قتلى الجيش الإسرائيلي في قطاع غزة إلى 337.[193][194]
- [195]
- دعت وزارة الصحة الفلسطينية ومسؤولون في الأمم المتحدة إلى ضرورة وقف إطلاق النار لإنجاح حملة التطعيم ضد مرض شلل الأطفال في قطاع غزة.[196]

### جنوب لبنان
قُتل سبعة أشخاص بينهم طفل، بينهم 4 من مقاتلي حزب الله، في عدة غارات جوية إسرائيلية على قرى طير حرفا، وعيتا الجبل، وميس الجبل، وعيترون اللبنانية، وقالت وزارة الصحة اللبنانية، إن 3 شهداء قضوا في غارة إسرائيلية استهدفت بلدة طير حرفا جنوب لبنان، وأعلن جيش الاحتلال الإسرائيلي اغتيال قيادي في غارة جوية على ميس الجبل، والذي قاله بأنه «عنصر بارز في وحدة القذائف الصاروخية التابعة لحزب الله»

## 24 أغسطس

### غزة
- أفادت وزارة الصحة في غزة أن 69 فلسطينياً على الأقل استشهدوا وجرح 212 في هجمات إسرائيلية خلال الـ48 ساعة الماضية، مما رفع حصيلة الشهداء الفلسطينيين في غزة إلى 40,334 شهيدًا.[198]
- أعلن الجيش الاسرائيلي مقتل جنديين من الكتيبة 6310 (لواء القدس) في هجوم شنته كتائب القسام في حي الزيتون بغزة أمس ما رفع عدد قتلاه إلى ثلاثة ومنذ الهجوم البري إلى 339.[199][200]
- استشهد 11 فلسطينياً بينهم مسنون و4 نساء وطفلان، وإصابة نحو 30 آخرين. أغلبهم أطفال، في قصف للإحتلال الإسرائيلي على منزل لعائلة كلخ في حي الأمل بمدينة خان يونس.[201]
- استشهد 3 أشخاص في قصف إسرائيلي في بلدة القرارة شمال شرق مدينة خان يونس، ونقلت جثامينهم لمستشفى شهداء الأقصى بدير البلح، وأصيب ددبمن الأشخاص ينهم أطفال في قصف إسرائيلي على منطقة «بو عريف» شرقي مدينة دير البلح.[202]
- استشهد 3 فلسطينيين وجرح آخرين في غارة إسرائيلية استهدفت شقة سكنية في أبراج عين جالوت في مخيم النصيرات وسط غزة.[202]
- قال الدفاع المدني في قطاع غزّة أنه ومع بداية الاجتياح الإسرائيلي البري لقطاع غزة مطلع تشرين الثاني/نوفمبر 2023 قلص الجيش الاسرائيلي المناطق التي يسميها «الإنسانية الآمنة» من 63% إلى 9.5%.[203]
- أعلنت كتائب القسّام تفجّير حقل ألغام أُعدّ مسبقاً في عدد من آليات الاحتلال ومعداته الهندسية في منطقة المواقع العسكرية شرقي دير البلح حيث هبط الطيران المروحي الإسرائيلي لأجل عمليات الإجلاء وبالمنطقة نفسها استهداف ناقلة جند إسرائيليةً، بقذيفة «الياسين 105».[204]
- أعلنت كتائب شهداء الأقصى إطلاق قذيفةً مضادةً للدروع على ناقلة جند إسرائيلية من نوع «نمر» في حي تل السلطان غربي رفح واستهداف تجمعات الاحتلال وآلياته في محور «نتساريم» جنوبي غربي مدينة غزة بصاروخين من نوع «107» وقذائف «الهاون» من العيار الثقيل، وبعملية مشتركة مع ألوية الناصر صلاح الدين استهدافها «تجمعات للقوات الإسرائيلية» في شرقي دير البلح، بقذائف «الهاون» النظامي عيار 60 ملم، وأعلنت تفجير منزل فخخ مسبقاً بقوة إسرائيلية إيقاع أفرادها بين قتيل وجريح في منطقة الجعفرواي شرقي مدينة دير البلح واستهدافت قوات النجدة فور وصولها للمنزل بصواريخ «107» وقذائف الهاون.[205]
- في عملية مشتركة أعلنت كتائب الشهيد أبو علي مصطفى وكتائب الأنصار استهداف مقر قيادة وسيطرة وخطوط إمداد تابعة للاحتلال في «نتساريم» بقذائف الهاون من العيار الثقيل للمرة الثانية خلال 48 ساعة.[206]

## 25 أغسطس
- أفادت وزارة الصحة في غزة أن 71 فلسطينياً على الأقل استشهدوا وجرح 112 في هجمات للاحتلال الإسرائيلي خلال الساعات الأربع والعشرين الماضية، مما رفع حصيلة الشهداء الفلسطينيين في غزة إلى 40,405.[207]
- أعلنت وزارة الصحة بغزة وصول لقاحات شلل الأطفال من نوع nOPV، وأن التنسيق جارٍ لإدخالها إلى غزة.[208]
- أعلنت إسرائيل أن جندياً من لواء المظليين قُتل أثناء القتال في جنوب غزة، مما يرفع حصيلة قتلى جيش الاحتلال الإسرائيلي في قطاع غزة إلى 341.[209]
- استشهد 3 فلسطينيين وأصيب عشرات بإطلاق مسيرة النار باتجاه مدنيين فلسطينيين في محيط ملعب العنان بدير البلح، واستشهد 3 أشخاص وجرح آخرون بقصف طائرات الاحتلال شقة سكنية لعائلة السلول في محيط مسجد أمان قرب مفترق العيون شمالي مدينة غزة، فيما استشهد طفل متأثرا بجروحه الحرجة التي أصيب بها بقصف لمجموعة من الفلسطينيين بمنطقة بطن السمين جنوب مدينة خان يونس جنوب القطاع قبل 10 أيام.[210]

### الضفة الغربية
- استشهد أسير جريح[ه] استخدم مدرع بشري من قبل الاحتلال الإسرائيلي بطولكرم، أثناء تواجده في أحد المستشفيات داخل إسرائيل (الأراضي الفلسطينية المحتلة عام 48)، وكان الشهيد أصيب في 23 يوليو/ تموز الماضي بجروح خطيرة، بعد محاصرة قوات الاحتلال لمنزل كان متواجدًا داخله بضاحية عزبة الجراد شرق مدينة طولكرم، وقصفه بمسيرة.[211]
- استشهد شاب من مخيم جنين متأثرًا بإصابته برصاص قوات الاحتلال الإسرائيلي قرب حاجز الجلمة العسكري شمال مدينة جنين.[212]
- استشهد فلسطيني وأصيب آخر بعد أن أطلق جنود الاحتلال الإسرائيلي النار عليهما عند حاجز عسكري إسرائيلي بالقرب من مستوطنة أرييل غير الشرعية بالضفة الغربية.
- قالت إسرائيل إنها سلمت 25,100 قارورة لقاح، تكفي لتطعيم 1.255 مليون شخص، إلى غزة وسط تفشي شلل الأطفال.[213]

### جنوب لبنان
- شنّت حزب الله هجومًا واسعًا بعددٍ كبير من المسيّرات تجاه المستوطنات الإسرائيلية وقال إنه «رداً أولياً» على اغتيال القائد الكبير فؤاد شكر.[214][215]
- شنت إسرائيل ضربات إستباقية على بلدات وقرى في جنوب لبنان استهدفت الغارات العنيفة مناطق حرجية في بلدات كونين وبيت ياحون وحداثا، رشاف والطيري، وبلدات في إقليم التفاح واستهدفت غارات بلدات كفرملكي وشيحين وطير حرفا، وأطراف زبقين والشعيتية وبيت ياحون ومركبا وميس الجبل.[216]
- أعلن وزير الدفاع الإسرائيلي يوآف غالانت «حالة الطوارئ في البلاد» خلال الـ48 ساعة القادمة.[217]
- أعلنت وزارة الصحة اللبنانية استشهاد شخصين من جراء غارات إسرائيلية التي استهدفت بلدة الطيري واستشهاد شخص ثالث في غارة على بلدة الخيام.[218][219]
- قُتل ضابط في البحرية الإسرائيلية في هجوم صاروخي شنه حزب الله على قارب دورية سريع من طراز دفورا قبالة ساحل نهاريا شمال إسرائيل.[220]

### أخرى
- أعلنت المقاومة الاسلامية في العراق استهدافها صباح «هدفاً حيوياً» في حيفا المحتلة بواسطة الطيران المسير.[221]

## 26 أغسطس

### غزة
- أفادت وزارة الصحة في غزة أن 30 فلسطينيا على الأقل استشهدوا وجرح 66 في هجمات للاحتلال الإسرائيلي خلال الساعات الأربع والعشرين الماضية، مما رفع حصيلة الشهداء الفلسطينيين في غزة إلى 40435.[222]
- تم إخلاء مستشفى شهداء الأقصى في دير البلح وسط قطاع غزة، بعد أن أصدر جيش الاحتلال الإسرائيلي أوامر بالخروج فورًا من المربع السكني الذي يقع فيه المستشفى.[223]
- قصف جيش الاحتلال الإسرائيلي مدرسة العز بن عبد السلام تؤوي نازحين شمال مخيم النصيرات وسط قطاع غزة ما أسفر عن استشهاد سيدتين وإصابة آخرين وجرح آخرين.[224]
- أعلنت كتائب القسام أن مقاتليها نفذوا كمينا محكما استهدف قوة إسرائيلية تحصنت بأحد منازل منطقة القرارة شمال شرق خان يونس بقذيفة مضادة للتحصينات وقذيفة أخرى مضادة للأفراد، وتفجير عين نفق فُخِخت مسبقًا في قوة قوامها 5 جنود تقدمت للمكان وأيقاعها جميعا بين قتيل وجريح.[225]
- استشهد 5 أشخاص وجرح 15 آخرين بقصف الاحتلال الإسرائيلي منزلًا في شارع الشهداء غرب مدينة غزة.[225]
- استهدفت طائرات الاحتلال المسيرة تجمعا للفلسطينيين حول نقطة لبيع مواد غذائية في أحد شوارع مخيم جباليا شمالي قطاع غزة، مما أدى إلى سقوط شهداء وجرحى.[226]
- أفادت مصادر طبية بأن 41 فلسطينيا استشهدوا في غارات إسرائيلية منذ فجر هذا اليوم.[227]
- استشهد 5 فلسطينيين وجرح آخرون إثر قصف إسرائيلي استهدف سيارة مدينة في منطقة المواصي في خان يونس، واستشهد 3 فلسطينيين وجرح آخرين جراء قصف إسرائيلي استهدف تجمعا للمواطنين في سوق بمخيم جباليا.[227]
- استشهد شخصان في قصف إسرائيلي على شقة سكنية في منطقة العامودي شمال غربي قطاع غزة، فيما استشهد فلسطيني وجرح آخرون في قصف استهدف مبنىً سكنيًا في مخيم الشاطئ.[227]
- استشهد 3 فلسطينيين وجرح آخرين جراء استهداف طائرات الاحتلال عددًا من المواطنين في محيط مدرسة الشافعي بحي الزيتون بمدينة غزة.[228]
- استشهد 7 أشخاص وجرح آخرين في قصف إسرائيلي استهدف مدنيين في شاطئ مدينة غزة.[229]
- أعلنت بلدية دير البلح خروج 25 مركزاً للإيواء وعدد من المنشآت المائية عن الخدمة، إثر إخلاء الاحتلال الإسرائيلي لأحياء جديدة في دير البلح خلال الـ72ساعة، وأضافت أن 250 شخص هجروا قصريًا خلال الـ72ساعة.[230]

### الضفة الغربية
- استشهد مواطن (46 عاماً)[و] برصاص قوات الاحتلال الإسرائيلي في خربة جنبا في بلدة يطا جنوب الخليل.[231]
- استشهد خمسة مواطنين فلسطينيين وجرح آخرون بقصف الاحتلال الإسرائيلي مخيم نور شمس شرق مدينة طولكرم وبعدد من الصواريخ.[232]
- نعت سرايا القدس بالضفة الغربية 3 من عناصرها[ز] استشهدوا برصاص الاحتلال الإسرائيلي خلال «عمليات الإعداد» في [233]

## 27 أغسطس

### غزة
- أفادت وزارة الصحة في غزة أن 41 فلسطينيا على الأقل استشهدوا وجرح 66 في هجمات للاحتلال الإسرائيلي خلال الساعات الأربع والعشرين الماضية، مما رفع حصيلة الشهداء الفلسطينيين في غزة إلى 40,476.[234]
- استشهد 5 أشخاص بينهم طفل وجرح آخرين في قصف إسرائيلي استهدف منزلا لعائلة زيادة وحمدان في مخيم خان يونس، وأسفر قصف لاحق عن شهداء ومصابين بمنطقة بطن السمين، وقالت مصادر إن 12 شهيدا وصلوا لمجمع ناصر الطبي في خان يونس منذ صباح اليوم جراء الغارات الإسرائيلية.[235]
- استشهد فلسطيني إثر قصف إسرائيلي استهدف سيارة مدنية في رفح، وانتشل جثامين 5 شهداء مجهولي الهوية من منطقتي الشاكوش وعريبة شمال مدينة رفح.[235]
- استشهد 4 فلسطينيين وجرح آخرون في قصف إسرائيلي على فلسطينيين في منطقة البشايرة شرق دير البلح، واستشهدت طفلة نازحة إثر قصف مماثل في منطقة المصدر القريبة، فيما استشهد 3 أشخاص في قصف للاحتلال الإسرائيلي استهدف فلسطينيين بحي الزيتون في مدينة غزة.[235]
- استشهد فلسطيني بقصف للاحتلال الإسرائيلي لسيارة في منطقة ميراج شمالي رفح واستشهد 5 أشخاص بينهم 3 أطفال جراء قصف إسرائيلي استهدف منزلاً لعائلة زعرب في محيط مسجد «أبو الفطاير» وسط مدينة خان يونس.[236]
- استشهد 3 فلسطينيين وجرح آخرون جراء أطلاق الطيران المسير الإسرائيلي النار على منازل المدنيين بالمناطق الجنوبية والشرقية من حي الزيتون، جنوبي شرقي مدينة غزة.[236]
- أعلن الجيش الإسرائيلي أنه أنقذ كايد فرحان القاضي، الذي احتجزته حماس كرهينة منذ السابع من أكتوبر/تشرين الأول، في «عملية معقدة» في جنوب قطاع غزة.[237][238]
- أعلنت سرايا القدس تفجير عبوة «برميلية» مزروعة مسبقاً بآلية عسكرية إسرائيلية بالقرب من دوار الدحدوح جنوبي حي تل الهوا في مدينة غزة، ونشرت مشاهد توثّق استهداف مستوطنات إسرائيل وتحشداتها العسكرية بالقذائف الصاروخية موضحةً أن العملية جاءت بالاشتراك مع قوات الشهيد عبد القادر الحسيني، وقوات الشهيد عمر القاسم، وكتائب شهداء الأقصى.[239]
- أغلنت كتائب شهداء الأقصى تنفيذها عملية استحكام مدفعي استهدفت خلالها «تجمّعات جنود الاحتلال وآلياته» شرقيّ دير البلح بقذائف «الهاون» ثمّ استهداف قوات النجدة الإسرائيلية التي حضرت للمكان برشقة صاروخية من نوع «107» واستهدفت خط الإمداد لقوات جيش الاحتلال في موقع «كيسوفيم» بصاروخين من نوع «107»، فيما أعلنت ألوية الناصر صلاح الدين استهداف تحشدات لجنود الاحتلال وآلياته في محور شرقي دير البلح بقذائف «الهاون».[239]
- أعلنت قوات الشهيد عمر القاسم استهداف دبابة إسرائيلية شرقي حي الزيتون بعبوات شديدة التفجير والقذائف المضادة للدروع والاشتباك مع طاقمها من مسافة صفر ما أدى لوقوع جميع أفرادها بين قتيل وجريح وتدمير الدبابة، واستهداف قوات الاحتلال وآلياته في حي البرازيل في مدينة رفح وفي محيط أبراج القسطل شرقي مدينة دير البلح بـ«الهاون» من العيار الثقيل.[239]

### الضفة الغربية
- هدمت قوات الاحتلال الإسرائيلي منزلًا في بلدة سلوان جنوبي مدينة القدس المحتلة.[240]
- استشهد مواطن[ح] وجرخ ثلاثة آخرون مساء الأمس برصاص المستوطنين في قرية وادي رحال جنوب بيت لحم جنوب الضفة الغربية.[241]

### جنوب لبنان
- أعلن حزب الله اللبناني شن هجوماً جوياً بسرب من مسيرات انقضاضية على مقر قيادة كتيبة السهل في ثكنة «بيت هلل» مستهدفةً أماكن تموضع واستقرار ضباطها وجنودها، وتجهيزات تجسسيّة في موقع «العباد» بمحلقات ‌انقضاضيّة وتجهيزات تجسسية مستحدثة منصوبة على رافعة في محيط ثكنة «دوفيف» ومباني يستخدمها جنود إسرائيليين في مستعمرة «نطوعة».[242]
- استهدفت غارات إسرائيلية بلدتي المجادل والعديسة ومدينة الخيام، وأعلنت وزارة الصحة اللبنانية أنّ غارة للاحتلال الإسرائيلي على بلدة المجادل أدت لإصابة 3 مدنيين، وأن الغارة على شيحين أدت لإصابة شخص.[243]

### أخرى
- أعلنت جماعة المقاومة الإسلامية في العراق ضربها هدفاً حيوياً في حيفا المحتلة في «إسرائيل» عبر الطيران المسيّر.[244]
- أعلنت إسرائيل مقتل جندياً من لواء ناحال أثناء القتال في جنوب غزة، مما يرفع حصيلة قتلى الجيش الإسرائيلي في قطاع غزة إلى 342.[245]

## 28 أغسطس

### غزة
- أفادت وزارة الصحة في غزة أن 58 فلسطينيا على الأقل استشهدوا وجرح 131 في هجمات للاحتلال الإسرائيلي خلال الساعات الأربع والعشرين الماضية، مما رفع حصيلة الشهداء الفلسطينيين في غزة إلى 40534.[246]
- قُتل جندي من لواء المشاة ال16 (لواء القدس) الإسرائيلي أثناء اشتباك مع المقاومين في وسط غزة، مما رفع حصيلة قتلى الجيش الإسرائيلي في قطاع غزة إلى 342.[247]
- باستشهاد 5 فلسطينيين في قصف إسرائيلي استهدف سيارة كانت تقلهم في بلدة الزوايدة وسط قطاع غزة.[248]
- استشهد 9 فلسطينيين وجرح آخرين في قصف للاحتلال الإسرائيلي أمام مدرسة تؤوي نازحين بدير البلح وسط غزة، واستشهد فلسطينيَين آخرين إثر قصف مدفعي إسرائيلي لحي الأمل غربي مدينة خان يونس.[248]
- استشهد 6 فلسطينيين وجرح آخرون إثر قصف إسرائيلي استهدف منزلًا في منطقة «بطن السمين» جنوبي مدينة خان يونس.[248]
- استشهد الصحفي محمد عبد الفتاح عبد ربه في قصف الإحتلال الإسرائيلي استهداف شقة سكنية لعائلة «أبو دلال» في مخيم النصيرات وسط قطاع غزة.[249]
- أعلنت كتائب القسّام أنّ مقاتليها تمكنوا من قنص جنديين إسرائيليين تحصنا في مبنى خلف صالة النجوم جنوبي حي الزيتون في مدينة غزّة، ونشرت القسّام مشاهد من عملية القنص.[250]
- أعنلت سرايا القدس تفجّير مقاتلوها عبوة برميلية شديدة الانفجار مزروعة مسبقاً بآلية عسكرية إسرائيلية في شارع السكة «منطقة المثلث» في حي الزيتون بمدينة غزة، وأعلنت إيقاع مقاتلوها أفراد الآلية الإسرائيلية بين قتيل وجريح، وأعلنت قصف بوابل من قذائف الهاون تجمعاً لجنود وآليات إسرائيلية متوغلة في محيط مدرسة ابن العثيمين في منطقة السطر الشرقي في مدينة خان يونس، ونشرت السرايا مشاهد إغارة مقاتليها على منزل يتحصن به جنود إسرائيليين خلف الكلية الجامعية في حي تل الهوا جنوبي مدينة [250]
- آعلنت كتائب شهداء الأقصى قصف تجمعاً لجنود إسرائيليين وآليات عسكرية متوغلة في منطقة السطر الشرقي شمالي مدينة خان يونس بوابل قذائف الهاون واستهداف تجمعاً آخر لجنود وآليات متمركزة في محيط معبر رفح بصاروخين من نوع «107» وقذائف هاون من العيار الثقيل.[250]
- استهدفت قوات الشهيد عمر القاسم مواقع قوات إسرائيلية في محيط تل زعرب غربي مدينة رفح بقذائف الهاون من العيار الثقيل «محققةً إصابات مباشرة في صفوفهم»، وأعلنت «استهداف ودك مواقع إسرائيلية» في محيط أبراج القسطل شرقي مدينة دير البلح وسط قطاع غزّة بالهاونات من العيار الثقيل.[250]
- أعلنت كتائب الشهيد أبو علي مصطفى تنفّيذ استحكاماً صاروخياً استهدف تجمعات الاحتلال في محور «نتساريم» برشقات صاروخية من جنوبي مدينة غزّة وشمالي المحافظة الوسطى.[250]

### الضفة الغربية
- قوات الاحتلال تشن عملية عسكرية واسعة النطاق في شمال الضفة الغربية، خاصة في مدينتي جنين وطولكرم أدت لإستشهاد 12 فلسطينياً وجرح العشرات.[251][252]
- قصفت قوات الاحتلال سيارة بين قريتي صير والمسيلة في مدينة جنين، ما أدى لاستشهاد 3 مواطنين، واستشهد مواطن برصاص الاحتلال في بلدة كفر دان غرب جنين.[252]
  - استشهد شاب وجرح 4 مواطنين برصاص الاحتلال في مخيم جنين، وأصيب آخر في اليامون، خلال اقتحام قوات الاحتلال لمدينة ومخيم جنين شمال الضفة الغربية.[252][253]
  - استشهد فلسطيني[ط] برصاص قناص في مخيم نور شمس شرق مدينة طولكرم شمال غرب الضفة الغربية.[254]
- أطلقت «سرايا القدس» على المعركة التي يخوضها مقاتلوها في محاول التوغّل في الضفة الغربية اسم «رعب المخيمات».[255]

## 29 أغسطس

### غزة
- أفادت وزارة الصحة في غزة أن 68 فلسطينيا على الأقل استشهدوا وجرح 77 في هجمات للاحتلال الإسرائيلي خلال الساعات الأربع والعشرين الماضية، مما رفع حصيلة الشهداء الفلسطينيين في غزة إلى 40,602.[256]
- استشهد ثمانية مواطنين بينهم طفلة وجرح ثلاثة آخرين بجروح خطيرة جراء قصف طائرات الاحتلال الإسرائيلي مبنى سكنيًا في محيط فندق الأمل غرب مدينة غزة، واستُشهد مواطن وجرح آخرون جراء قصف الاحتلال منزلًا في مخيم الشاطئ بالمدينة.[257]
- استشهد فلسطيني في قصف من مسيرة إسرائيلية استهدفت منزلًا في مدينة دير البلح، وجرح 3 أشخاص في غارة استهدفت أحد المنازل بمخيم النصيرات وسط غزة.[258]
- استشهد 5 مدنيين فلسطينيين جراء قصف الإحتلال الإسرائيلي خيمة تؤوي نازحين بمنطقة واد صابر جنوبي عبسان الكبيرة في خان يونس، واستُشهد 3 فلسطينيين وجرح آخرون بجروح، جراء استهداف طائرة مسيرة للاحتلال الإسرائيلي تجمعًا للمواطنين في حي الزيتون.[259]
- استشهد 8 أشخاص بينهم 4 أطفال إثر قصفًا إسرائيلي استهدف شقة سكنية غربي مخيم النصيرات وسط قطاع غزة، وجرح عدد من الفلسطينيين معظمهم أطفال إثر غارة إسرائيلية استهدفت منزلا في محيط مسجد الأبرار بحي الزيتون جنوب شرقي مدينة غزة.[260]
- أعلنت كتائب القسّام استهداف تجمعات قوات الاحتلال في موقع «مارس» العسكري الإسرائيلي بصواريخ من نوع «107».[261]
- أعلنت سرايا القدس تفجّير منزلاً مفخخاً مسبقاً شرقي دير البلح، تحصّنت فيه قوة إسرائيلية وإيقاع أفرادها بين قتيل ومصاب، فيما أعلنت كتائب المجاهدين الفلسطينية استهدافت قوات الاحتلال المتمركزة في محور «نتساريم» جنوبي غربي مدينة غزة، بعدد من صواريخ «حاصب 111».[261]
- أعلنت قوات الشهيد عمر القاسم استهداف بقذائف «الهاون» من العيار الثقيل قوات إسرائيلية متوغلة في محيط «عمارة العاصي« في مخيم يبنا في مدينة رفح.[261]
- أعلنت كتائب شهداء الأقصى وألوية الناصر صلاح الدين قصف تجمعات لجنود الاحتلال الإسرائيلي وآليات متوغلة شرقي دير البلح بقذائف «الهاون» ونشرت كتائب شهداء الأقصى مشاهد عن عملية مشتركة أخرى نفّذتها مع قوات الشهيد عمر القاسم وسرايا القدس استهدفت خط الإمداد التابع للاحتلال في «نتساريم» في محيط «المستشفى التركي» بصواريخ من نوع «107».[261]
- أعلنت منظمة الصحة العالمية موافقة إسرائيل على وقف إطلاق نار إنساني من ثلاث مراحل بهدف السماح لنحو 640 ألف طفل فلسطيني بتلقي لقاحات شلل الأطفال، وتتضمن كل مرحلة وقف إطلاق نار في غزة لمدة ثلاثة أيام بين الساعة 03:00 و12:00.[262]

### الضفة الغربية
- قال جيش الاحتلال الإسرائيلي أنه تمكن من اغتيال محمد جابر «أبو شجاع» في مسجد طولكرم قائد لواء طولكرم التابع لحركة الجهاد الإسلامي،[263][264] حيث اغتالته قوة إسرائيلية بعد محاصرته رفقة 4 من أفراد كتيبة طولكرم، وأصيب قائد الكتيبة وأحد مؤسسيها وأعلن الاحتلال عن اعتقاله.[265]

### أخرى
- أعلنت المقاومة الإسلامية في العراق استهداف محطة كهرباء «ألون تافور» الصناعية في حيفا في إسرائيل (الأراضي الفلسطينية المحتلة)، بواسطة الطيران المسير.[266]

## 30 أغسطس

### غزة
- استشهد 4 فلسطينيين وجرح أكثر من 20 بينهم أطفال في قصف إسرائيلي على شارع العجارمة في مخيم جباليا شمالي قطاع غزة،[267] واستشهاد وجرح عدد من الفلسطينيين في غارة إسرائيلية على أحد المنازل في مخيم المغازي وسط القظاع.[268]
- استشهد فلسطيني وجرح آخرين ودمر منزل بغارة إسرائيلية عنيفة على منزلًا في منطقة الشنطة بحي الشيخ رضوان غربي مدينة غزة.[269]
- قالت الجيش الإسرائيلي إن الفرقة 98 انسحبت من خان يونس ودير البلح بعد عملية استمرت شهرًا، وادعى قتل أكثر من 250 مسلحًا فلسطينيًا وتدمير العشرات من المواقع المسلحة، في حين تؤكد السلطات الصحية مقتل المدنيين بما في ذلك النساء والأطفال.[270][271]

### الضفة الغربية
- استشهد 3 فلسطينيين اغتالتهم قوات الاحتلال الإسرائيلي بعد ملاحقة مركبتهم واستهداف ها بمسيرات في بلدة الزبابدة جنوبي شرق مدينة جنين بالضفة الغربية.[272] واستشهد بالهجوم وسام خازم قائد كتائب حماس في جنين.[273]
- استشهد مواطن فلسطيني[ي] برصاص قوات الاحتلال الإسرائيلي في مدينة جنين.[274]
- أصيب أربعة إسرائيليين في هجومين منفصلين في مستوطنة كرمي تسور بالضفة الغربية ومفترق جوش عتصيون وقتلت قوات الأمن منفذي الهجومين.[275][276]

### جنوب لبنان
- أعلن حزب الله استهداف تموضعاً لجنود في موقع المطلة بمحلقة انقضاضية، وانتشاراً لجنود في جبل نذر وفي حرج برعام بالأسلحة الصاروخية واستهداف موقع زبدين في مزارع شبعا وموقع الرمثا في تلال كفرشوبا ‌بالأسلحة الصاروخية.[277]

## 31 أغسطس

### غزة
- أفادت وزارة الصحة في غزة باستشهاد 89 فلسطينياً وجرح 202 على الأقل في هجمات إسرائيلية خلال الساعات الـ 48 الماضية، مما يرفع حصيلة الشهداء الفلسطينيين في غزة إلى 40,691.[278]
- استشهد 19 فلسطينيًا في قصف للاحتلال الإسرائيلي استهدف مناطق عدة في مخيم النصيرات وسط قطاع غزة، حيث استشهد 9 فلسطينيين وجرح 10 آخرين بينهم إصابات خطرة في قصف مدفعي إسرائيلي استهدف منزلا لعائلة «أبو يوسف» غربي مخيم النصيرات وسط قطاع غزة، واستشهد 4 فلسطينيين وجرح آخرون في قصف إسرائيلي استهدف منزلًا لعائلة حمد بمخيم 1 بالنصيرات، واستشهد 4 فلسطينيين وجرح 13 في غارة إسرائيلية استهدفت منزلاً لعائلة زقوت في منطقة الحساينة بمخيم النصيرات، واستشهد 3 فلسطينيين في قصف إسرائيلي استهدف منزلًا لعائلة الشطلي في منطقة أرض الحلو بالنصيرات.[279][280]
- استشهد 5 فلسطينيين وأصيب آخرون في قصف إسرائيلي استهدف منزلًا لعائلة الجبور في جورة اللوت جنوبي مدينة خان يونس، واستشهد 4 فلسطينيين في قصف للاحتلال الإسرائيلي استهدف منزلًا لعائلة العصار في جنوبي المدينة، فيما استشهد 4 فلسطينيين وجرح آخرون في غارة إسرائيلية استهدفت بناية سكنية في مخيم جباليا، وانتشلت طواقم الدفاع المدني جثامين 3 شهداء في قصف منزل لعائلة حجاج بحي الزيتون جنوبي مدينة غزة.[280]
- أعلنت وزارة الصحة في غزة ومنظمة الصحة العالمية أن الأطفال الفلسطينيين بغزة بدأوا في تلقي لقاحات شلل الأطفال لأول مرة.[281][282]
- أعلنت سرايا القدس قنصها بالاشتراك مع كتائب القسام جندياً إسرائيلياً في مناطق التوغل في حي الزيتون في مدينة غزة، وأعلنت اشتراكها مع قوات الشهيد عمر القاسم في قصف جنود الجيش الإسرائيلي وآلياته في محور نتساريم بقذائف هاون.
- أعلنت كتائب القسام استهدافها بالاشتراك مع ألوية الناصر صلاح الدين جرافةً صهيونية عسكرية من نوع «D9» بقذيفة «تاندوم» في محيط جامعة القدس المفتوحة في حي تل السلطان غربي مدينة رفح وأعلنت كتائب شهداء الأقصى قصفها تجمعات لجنود الاحتلال الإسرائيلي في موقع فجة العسكري برشقةٍ صاروخية من نوع «K132» عيار “114» ملم، وقصف خطوط الإمداد لقوات الاحتلال في محور «نتساريم» بصاروخ من نوع «عاصف« عيار «122» ملم.[283]

### الضفة الغربية
- في رابع أيام العملية العسكرية الإسرائيلية، اقتحمت آليات عسكرية للاحتلال الإسرائيلي بينها جرافات مخيم جنين، وفجرت منازل مواطنين فلسطينيين في حي الجابريات الملاصق للمخيم، وقالت كتيبة جنين في سرايا القدس إن مقاتليها تمكنوا من تفجير عبوة ناسفة معدة مسبقًا في آلية عسكرية بمحور شارع الجابريات، واقتحمت قوات جيش الاحتلال معززة بآليات عسكرية مدينة طولكرم ونفذت عمليات تمشيط في عدة شوارع وأحياء منها، ثم واصلت طريقها لمخيم نور شمس، وتمركزت في حي النصر بالمخيم، واقتحمت القوات معززة بعدة آليات مدينة الخليل واقتحمت بلدة حجة شرق قلقيلية، ونفذت عمليات تمشيط في عدد من المناطق، واقتحمت بلدة الخضر جنوبي مدينة بيت لحم.[284]
- قُتل قائد فرقة من الكتيبة 906 التابعة للواء بيسلماخ وأصيب ثلاثة آخرون خلال تبادل إطلاق نار مع اثنين من مقاتلي كتائب القسام في جنين، كما قُتل المسلحان أيضًا.[285]

### جنوب لبنان
- أعلن حزب الله شنّه هجوماً جوياً عبر سرب من المسيّرات الانقضاضية، على مقرّ قيادة «كتيبة السهل» في ثكنة «بيت هلل» الإسرائيلية، واستهداف موقع «بركة ريشا» حزب الله استهدف موقع «المرج» الإسرائيلي بالأسلحة الصاروخية.[286]

### أخرى
- أعلن المتحدث الحوثيون العميد يحيى سريع تنفيذ عملية عسكرية استهدفت سفينة «GROTON» في خليج عدن بعد «انتهاك الشركة التي تملكها قرار حظر دخول موانئ فلسطين المحتلة»، مؤكداً إصابة السفينة بصورة دقيقة ومباشرة.[287]

## أنظر أيضًا
- الخط الزمني للحرب الإسرائيلية الفلسطينية (سبتمبر 2024)